# 1957
| [ Edytuj tabelę ]                                                | |
| Przewodniczący Rady Państwa                                      | - 1952 Aleksander Zawadzki 1964 |
| Premier Polski                                                   | - 1954 Józef Cyrankiewicz 1970 |
| Prezydent Polski na uchodźstwie                                  | - 1947 August Zaleski 1972 |
| Premier rządu RP na uchodźstwie                                  | - 1955 Antoni Pająk 1965 |
| I sekretarz KC PZPR                                              | - 1956 Władysław Gomułka 1970 |
| Król Afganistanu                                                 | - 1933 Mohammad Zaher Szah 1973 |
| Premier Afganistanu                                              | - 1953 Mohammad Daud Chan 1963 |
| Przywódca Albanii                                                | - 1944 Enver Hoxha 1985 |
| Premier Albanii                                                  | - 1954 Mehmet Shehu 1981 |
| Współksiążęta Andory                                             | - 1943 Ramón Iglesias i Navarri 1969 - 1954 René Coty 1959 |
| Król Arabii Saudyjskiej                                          | - 1953 Su’ud ibn Abd al-Aziz Al Su’ud 1964 |
| Prezydent Argentyny                                              | - 1955 gen. Pedro Eugenio Aramburu 1958 |
| Premier Australii                                                | - 1949 Robert Menzies 1966 |
| Prezydent Austrii                                                | - 1951 Theodor Körner 1957 - 1957 Julius Raab (p.o) 1957 - 1957 Adolf Schärf 1965 |
| Kanclerz Austrii                                                 | - 1953 Julius Raab 1961 |
| Prezydent Birmy                                                  | - 1952 Ba U 1957 - 1957 Win Maung 1962 |
| Premier Birmy                                                    | - 1956 Ba Swe 1957 - 1957 U Nu 1958 |
| Król Belgów                                                      | - 1951 Baudouin 1993 |
| Premier Belgii                                                   | - 1954 Achille Van Acker 1958 |
| Król Bhutanu                                                     | - 1952 Jigme Dorji Wangchuck 1972 |
| Premier Bhutanu                                                  | - 1952 Jigme Palden Dorji 1964 |
| Prezydent Boliwii                                                | - 1956 Hernán Siles Zuazo 1960 |
| Prezydent Brazylii                                               | - 1956 Juscelino Kubitschek 1961 |
| Sułtan Brunei                                                    | - 1950 Omar Ali Saifuddien III 1967 |
| Przywódca Bułgarii                                               | - 1954 Todor Żiwkow 1989 |
| Premier Bułgarii                                                 | - 1956 Anton Jugow 1962 |
| Prezydent Chile                                                  | - 1952 Carlos Ibáñez del Campo 1958 |
| Przewodniczący ChRL                                              | - 1949 Mao Zedong 1959 |
| Premier Chin                                                     | - 1949 Zhou Enlai 1976 |
| Prezydent Czechosłowacji                                         | - 1953 Antonín Zápotocký 1957 - 1957 Antonín Novotný 1968 |
| Premier Czechosłowacji                                           | - 1953 Viliam Široký 1963 |
| Król Danii                                                       | - 1947 Fryderyk IX 1972 |
| Premier Danii                                                    | - 1955 Hans Christian Hansen 1960 |
| Dalajlama                                                        | - 1940 Tenzin Gjaco |
| Prezydent Dominikany                                             | - 1952 Héctor Trujillo 1960 |
| Prezydent Egiptu                                                 | - 1954 Gamal Abdel Naser 1958 |
| Premier Egiptu                                                   | - 1954 Gamal Abdel Naser 1961 |
| Prezydent Ekwadoru                                               | - 1956 Camilo Ponce Enríquez 1960 |
| Cesarz Etiopii                                                   | - 1941 Hajle Syllasje 1974 |
| Premier Etiopii                                                  | - 1942 Mekonnyn Yndalkaczeu 1957 - 1957 Abbebe Aregaj 1960 |
| Prezydent Filipin                                                | - 1953 Ramon Magsaysay 1957 - 1957 Carlos Garcia 1961 |
| Prezydent Finlandii                                              | - 1956 Urho Kekkonen 1981 |
| Premier Finlandii                                                | - 1956 Karl-August Fagerholm 1957 - 1957 Jussi Sukselainen 1957 - 1957 Rainer von Fieandt 1958 |
| Prezydent Francji                                                | - 1954 René Coty 1959 |
| Premier Francji                                                  | - 1956 Guy Mollet 1957 - 1957 Maurice Bourgès-Maunoury 1957 - 1957 Félix Gaillard 1958 |
| Król Grecji                                                      | - 1947 Paweł I 1964 |
| Premier Grecji                                                   | - 1955 Konstandinos Karamanlis 1958 |
| Prezydent Gwatemali                                              | - 1954 Carlos Castillo Armas] 1957 - 1957 Luis Arturo González López (p.o.) 1957 - 1957 junta 1957 - 1957 Guillermo Flores Avendaño (p.o.) 1958                                                                             |
| Prezydent Haiti                                                  | - 1956 Joseph Nemours Pierre-Louis (p.o.) 1957 - 1957 Franck Sylvain (p.o.) 1957 - 1957 Rządowa Rada Wykonawcza 1957 - 1957 Daniel Fignolé (p.o.) 1957 - 1957 Antonio Thrasybule Kébreau 1957 - 1957 François Duvalier 1971 |
| Regent Hiszpanii                                                 | - 1947 Francisco Franco 1975 |
| Premier Hiszpanii                                                | - 1939 Francisco Franco 1973 |
| Król Holandii                                                    | - 1948 Juliana 1980 |
| Premier Holandii                                                 | - 1948 Willem Drees 1958 |
| Prezydent Hondurasu                                              | - 1956 Wojskowa junta 1957 - 1957 José Ramón Villeda Morales 1963 |
| Szach Iranu                                                      | - 1941 Mohammad Reza Pahlawi 1979 |
| Premier Iranu                                                    | - 1955 Hosejn Ala 1957 - 1957 Manuczehr Eghbal 1960 |
| Prezydent Indii                                                  | - 1950 Rajendra Prasad 1962 |
| Premier Indii                                                    | - 1947 Jawaharlal Nehru 1964 |
| Prezydent Indonezji                                              | - 1945 Sukarno 1967 |
| Prezydent Irlandii                                               | - 1945 Seán O’Kelly 1959 |
| Premier Irlandii                                                 | - 1954 John A. Costello 1957 - 1957 Éamon de Valera 1959 |
| Prezydent Islandii                                               | - 1952 Ásgeir Ásgeirsson 1968 |
| Premier Islandii                                                 | - 1956 Hermann Jónasson 1958 |
| Prezydent Izraela                                                | - 1952 Jicchak Ben Cewi 1963 |
| Premier Izraela                                                  | - 1955 Dawid Ben Gurion 1963 |
| Cesarz Japonii                                                   | - 1926 Hirohito 1989 |
| Premier Japonii                                                  | - 1956 Tanzan Ishibashi 1957 - 1957 Nobusuke Kishi 1960 |
| Król Jordanii                                                    | - 1952 Husajn 1999 |
| Premier Jordanii                                                 | - 1956 Sulajman an-Nabulusi 1957 - 1957 Husajn al-Chalidi 1957 - 1957 Ibrahim Haszim 1958 |
| Prezydent Jugosławii                                             | - 1953 Josip Broz Tito 1980 |
| Premier Jugosławii                                               | - 1945 Josip Broz Tito 1963 |
| Król Kambodży                                                    | - 1955 Norodom Suramarit 1960 |
| Premier Kambodży                                                 | - 1956 San Yun 1957 - 1957 Norodom Sihanouk 1957 - 1957 Sim Var 1958 |
| Premier Kanady                                                   | - 1948 Louis St. Laurent 1957 - 1957 John Diefenbaker 1963 |
| Prezydent Kolumbii                                               | - 1953 gen. Gustavo Rojas Pinilla 1957 - 1957 junta wojskowa 1958 |
| Patriarcha Konstantynopola                                       | - 1948 Atenagoras I 1972 |
| Prezydent Korei Południowej                                      | - 1948 Rhee Syng-man 1960 |
| Premier KRLD                                                     | - 1948 Kim Il Sŏng 1972 |
| Prezydent Kostaryki                                              | - 1953 José Figueres Ferrer 1958 |
| Prezydent Kuby                                                   | - 1952 Fulgencio Batista 1959 |
| Premier Kuby                                                     | - 1955 Jorge García Montes 1957 - 1957 Andrés Rivero Agüero 1958 |
| Król Laosu                                                       | - 1946 Sisavang Vong 1959 |
| Prezydent Libanu                                                 | - 1952 Kamil Szamun 1958 |
| Premier Libanu                                                   | - 1956 Sami as-Sulh 1958 |
| Prezydent Liberii                                                | - 1944 William Tubman 1971 |
| Król Libii                                                       | - 1951 Idris I 1969 |
| Premier Libii                                                    | - 1954 Mustafa ibn Halim 1957 - 1957 Abd al-Madżid Kubar 1960 |
| Książę Liechtensteinu                                            | - 1938 Franciszek Józef II 1989 |
| Premier Liechtensteinu                                           | - 1945 Alexander Frick 1962 |
| Premier Litwyna emigracji                                        | - 1940 Stasys Lozoraitis 1983 |
| Wielki książę Luksemburga                                        | - 1919 Szarlotta 1964 |
| Premier Luksemburga                                              | - 1953 Joseph Bech 1958 |
| Król Malezji                                                     | - 1957 Tuanku Abdul Rahman ibni Almarhum Tuanku Muhammad 1960 |
| Premier Malezji                                                  | - 1957 Tunku Abdul Rahman 1970 |
| Premier Malty                                                    | - 1955 Dom Mintoff 1958 |
| Sułtan Maroka                                                    | - 1956 Muhammad V 1957 |
| Król Maroka                                                      | - 1957 Muhammad V 1961 |
| Premier Maroka                                                   | - 1956 Mubarek Bekkai 1958 |
| Prezydent Meksyku                                                | - 1952 Adolfo Ruiz Cortines 1958 |
| Książę Monako                                                    | - 1949 Rainier III 2005 |
| Minister stanu Monako                                            | - 1953 Henry Soum 1959 |
| Przewodniczący Prezydium Wielkiego Churału Państwowego Mongolii  | - 1954 Dżamsrangijn Sambuu 1960 |
| Premier Mongolii                                                 | - 1952 Jumdżaagijn Cedenbal 1974 |
| Sekretarz generalny NATO                                         | - 1952 Hastings Lionel Ismay (Wielka Brytania) 1957 - 1957 Paul-Henri Spaak (Belgia) 1961 |
| Król Nepalu                                                      | - 1955 Mahendra 1972 |
| Premier Nepalu                                                   | - 1956 Tanka Prasad Acharya 1957 - 1957 Kunwar Inderjit Singh 1958 |
| Prezydent Niemiec                                                | - 1949 Theodor Heuss 1959 |
| Kanclerz Niemiec                                                 | - 1949 Konrad Adenauer 1963 |
| Prezydent Nikaragui                                              | - 1956 Luis Somoza Debayle 1963 |
| Król Norwegii                                                    | - 1905 Haakon VII 1957 - 1957 Olaf V 1991 |
| Premier Norwegii                                                 | - 1955 Einar Gerhardsen 1963 |
| Premier Nowej Zelandii                                           | - 1949 Sidney Holland 1957 - 1957 Keith Holyoake 1957 - 1957 Walter Nash 1960 |
| Prezydent NRD                                                    | - 1949 Wilhelm Pieck 1960 |
| Premier NRD                                                      | - 1949 Otto Grotewohl 1964 |
| Sułtan Omanu                                                     | - 1932 Sa’id ibn Tajmur 1970 |
| Sekretarz generalny ONZ                                          | - 1953 Dag Hammarskjöld (Szwecja) 1961 |
| Prezydent Pakistanu                                              | - 1956 Iskander Mirza 1958 |
| Premier Pakistanu                                                | - 1956 Huseyn Shaheed Suhrawardy 1957 - 1957 Ibrahim Ismail Chundrigar 1957 - 1957 Feroz Khan Noon 1958 |
| Prezydent Panamy                                                 | - 1956 Ernesto de la Guardia 1960 |
| Papież                                                           | - 1939 Pius XII 1958 |
| Prezydent Paragwaju                                              | - 1954 gen. Alfredo Stroessner 1989 |
| Prezydent Peru                                                   | - 1956 Manuel Prado Ugarteche 1962 |
| Premier Południowej Afryki                                       | - 1954 Johannes Strijdom 1958 |
| Prezydent Portugalii                                             | - 1951 Francisco Craveiro Lopes 1958 |
| Premier Portugalii                                               | - 1932 António de Oliveira Salazar 1968 |
| Sekretarz generalny Rady Europy                                  | - 1957 Lodovico Benvenuti (Włochy) 1964 |
| Prezydent Rumunii                                                | - 1952 Petru Groza 1958 |
| Premier Rumunii                                                  | - 1955 Chivu Stoica 1961 |
| Prezydent Salwadoru                                              | - 1956 José María Lemus 1960 |
| Kapitanowie regenci San Marino                                   | - 1956 Mariano Ceccoli Eugenio Bernardini 1957 - 1957 Giordano Giacomini Primo Marani 1957 - 1957 Rząd 1957 - 1957 Marino Valdes Franciosi Federico Micheloni 1958                                                          |
| Sekretarz Stanu do spraw Politycznych i Zagranicznych San Marino | - 1945 Gino Giacomini 1957 - 1957 Federico Bigi 1972 |
| Premier Somalii                                                  | - 1956 Abdullahi Issa 1960 |
| Premier Sri Lanki                                                | - 1956 Solomon Bandaranaike 1959 |
| Premier Sudanu                                                   | - 1956 Abd Allah Chalil 1958 |
| Prezydent Syrii                                                  | - 1955 Szukri al-Kuwatli 1958 |
| Premier Syrii                                                    | - 1956 Sabri al-Asali 1958 |
| Prezydent Szwajcarii                                             | - 1957 Hans Streuli 1957 |
| Król Szwecji                                                     | - 1950 Gustaw VI Adolf 1973 |
| Premier Szwecji                                                  | - 1946 Tage Erlander 1969 |
| Król Tajlandii                                                   | - 1946 Bhumibol Adulyadej 2016 |
| Premier Tajlandii                                                | - 1948 Plaek Pibulsongkram 1957 - 1957 Pote Sarasin 1957 - 1957 Thanom Kittikachorn 1957 |
| Prezydent Tajwanu                                                | - 1950 Czang Kaj-szek 1975 |
| Król Tonga                                                       | - 1918 Salote Tupou III 1965 |
| Premier Tonga                                                    | - 1949 Taufaʻahau Tupou IV 1965 |
| Król Tunezji                                                     | - 1956 Muhammad VIII 1957 |
| Prezydent Tunezji                                                | - 1957 Habib Burgiba 1987 |
| Premier Tunezji                                                  | - 1956 Habib Burgiba 1957 - 1957 urząd zniesiony 1969 |
| Prezydent Turcji                                                 | - 1950 Celâl Bayar 1960 |
| Premier Turcji                                                   | - 1950 Adnan Menderes 1960 |
| Prezydent Urugwaju                                               | - 1955 Narodowa Rada Rządowa 1967 |
| Prezydent USA                                                    | - 1953 Dwight Eisenhower 1961 |
| Prezydent Wenezueli                                              | - 1952 Marcos Pérez Jiménez 1958 |
| Prezydent Węgier                                                 | - 1952 István Dobi 1967 |
| Premier Węgier                                                   | - 1956 János Kádár 1958 |
| Monarcha Wielkiej Brytanii                                       | - 1952 Elżbieta II 2022 |
| Premier Wielkiej Brytanii                                        | - 1955 Anthony Eden 1957 - 1957 Harold Macmillan 1963 |
| Prezydent Wietnamu Północnego                                    | - 1945 Hồ Chí Minh 1969 |
| Premier Wietnamu Północnego                                      | - 1955 Phạm Văn Đồng 1976 |
| Prezydent Wietnamu Południowego                                  | - 1955 Ngô Đình Diệm 1963 |
| Prezydent Włoch                                                  | - 1955 Giovanni Gronchi 1962 |
| Premier Włoch                                                    | - 1955 Antonio Segni 1957 - 1957 Adone Zoli 1958 |
| Przywódca ZSRR                                                   | - 1953 Nikita Chruszczow 1964 |
| Premier ZSRR                                                     | - 1955 Nikołaj Bułganin 1958 |

Rok 1957 / MCMLVII
stulecia: XIX wiek ~
XX wiek ~
XXI wiek

dziesięciolecia:
1920–1929 •
1930–1939 •
1940–1949 •
1950–1959
• 1960–1969
• 1970–1979
• 1980–1989

lata: 1947 «
1952 «
1953 «
1954 «
1955 «
1956 «
1957
» 1958
» 1959
» 1960
» 1961
» 1962
» 1967

## Wydarzenia w Polsce
- 1 stycznia – Opole Lubelskie i Ryki uzyskały prawa miejskie.
- 2 stycznia – sekretariat KC PZPR podjął decyzję o utworzeniu tygodnika „Polityka”.
- 3 stycznia – w Warszawie powstał Związek Młodzieży Socjalistycznej.
- 6 stycznia:
  - powołano do życia Polskie Towarzystwo Pielęgniarskie.
  - w Krakowie ukazało się pierwsze wydanie tygodnika „Wieści”.
- 10 stycznia – utworzono Wojskową Służbę Wewnętrzną.
- 11 stycznia – Tadeusz Kotarbiński został prezesem PAN.
- 13 stycznia – założono Aeroklub Ziemi Lubuskiej.
- 16 stycznia – Zrzeszenie Sportowe Kolejarzy Poznań przemianowano na Klub Sportowy Lech Poznań.
- 17 stycznia – premiera filmu Człowiek na torze w reżyserii Andrzeja Munka.
- 20 stycznia – odbyły się wybory parlamentarne.
- 22 stycznia – w Warszawie został uprowadzony i zamordowany 16-letni Bohdan Piasecki, syn przewodniczącego stowarzyszenia „Pax”, Bolesława.
- 24 stycznia – do Rejestru Cywilnych Statków Powietrznych wpisano pierwszy śmigłowiec.
- 27 stycznia – odbyło się pierwsze losowanie Toto-Lotka.
- 29 stycznia – w więzieniu Montelupich w Krakowie został powieszony seryjny morderca Władysław Mazurkiewicz.
- 1 lutego – ustanowiono odznaczenie wojskowe Wielkopolski Krzyż Powstańczy.
- 15 lutego – ukazało się pierwsze wydanie miesięcznika dziecięcego „Miś”.
- 18 lutego – ukazał się pierwszy numer „Wieczoru Wybrzeża”.
- 27 lutego:
  - został powołany drugi rząd Józefa Cyrankiewicza.
  - ukazało się pierwsze wydanie tygodnika „Polityka”.
- 1 marca – ukazało się pierwsze wydanie czasopisma „Ekran”.
- 2 marca – założono Polski Związek Podnoszenia Ciężarów.
- 5 marca – dokonano dokładnego wytyczenia granicy polsko-radzieckiej w dawnych Prusach Wschodnich, na Zalewie Wiślanym i Mierzei Wiślanej.
- 8 marca – Edward Gierek został I sekretarzem KW PZPR w Katowicach.
- 17 marca:
  - ustawiono krzyż w Nowej Hucie.
  - powstała Rozgłośnia Harcerska.
- 20 marca – rozpoczęła się produkcja Syreny, samochodu polskiej konstrukcji.
- 21 marca – zarejestrowano Polski Związek Brydża Sportowego.
- 25 marca – zawarto porozumienie o kolejnej fali wysiedleń Polaków z Kresów Wschodnich.
- 13 kwietnia – Kościół Mariacki w Krakowie odzyskał ołtarz Wita Stwosza wywieziony do Niemiec w czasie II wojny światowej.
- 16 kwietnia – został utworzony Wielkopolski Park Narodowy.
- 17 kwietnia – powstał Miejski Klub Sportowy Flota Świnoujście.
- 20 kwietnia – odbyła się premiera filmu Kanał w reżyserii Andrzeja Wajdy.
- 21 kwietnia – powstał klub piłkarski Hutnik Warszawa.
- 3 maja – powstało Towarzystwo Krzewienia Kultury Fizycznej (TKKF).
- 4 maja – powstało Niemieckie Towarzystwo Kulturalno-Społeczne we Wrocławiu.
- 9 maja – w Opolu reaktywowano Instytut Śląski.
- 15 maja – ukazało się pierwsze wydanie czasopisma dla dziewcząt Filipinka.
- 26 maja – powołano Towarzystwo Rozwoju Ziem Zachodnich, będące kontynuatorką Polskiego Związku Zachodniego (funkcjonowało do grudnia 1970 r.).
- 8 czerwca – w Warszawie, Stanisław Swatowski ustanowił rekord Polski w biegu na 400 m wynikiem 46,9 s.
- 9 czerwca – w Warszawie, Zbigniew Makomaski ustanowił rekord Polski w biegu na 800 m wynikiem 1.47,9 s.
- 12 czerwca – powstał klub piłkarski Górnik Konin
- 27 czerwca – w miejsce Prezydium Rządu utworzono Komitet Ekonomiczny Rady Ministrów.
- 29 czerwca – w Krakowie:
  - Janusz Kotliński ustanowił rekord Polski w biegu na 110 m ppł. wynikiem 14,4 s.
  - Stefan Lewandowski ustanowił rekord Polski w biegu na 1500 m wynikiem 3.42,3 s.
- 1 lipca – w Rudzie Śląskiej oddano do eksploatacji KWK Halemba.
- 4 września – wyemitowano pierwsze wydanie magazynu telewizyjnego Eureka.
- 9 września – założono Polski Związek Rugby.
- 2 października – decyzja KC PZPR o zawieszeniu tygodnika „Po prostu”.
- 5 października – w Warszawie zdławiono zamieszki wywołane zamknięciem czasopisma Po prostu (tzw. Warszawski Październik ’57).
- 10 października – premiera filmu Prawdziwy koniec wielkiej wojny.
- 11 października – skonstruowano pierwszy prototyp jednoosiowego ciągnika ogrodniczego Ursus C-308.
- 12 października – w Sopocie odbyła się premiera Szewców Stanisława Ignacego Witkiewicza.
- 20 października – reprezentacja Polski, po dwóch golach Gerarda Cieślika, pokonała ZSRR 2:1, w rozegranym w Chorzowie meczu eliminacyjnym do mistrzostw świata.
- 24 października – Wiktor Boniecki został prezydentem Krakowa.
- 27 października – zostało założone Biskupie Seminarium Duchowne w Gdańsku.
- 30 października – uruchomiono pierwszy blok w elektrowni Blachownia.
- 29 listopada – w Teatrze Dramatycznym w Warszawie odbyła się światowa prapremiera dramatu Witolda Gombrowicza Iwona, księżniczka Burgunda.
- 3 grudnia – wystartowała Telewizja Katowice.
- 9 grudnia – po 11 latach od daty produkcji odbyła się premiera filmu Dwie godziny.
- 14 grudnia – w Warszawie rozpoczął się zjazd założycielski TKKF.
- 15 grudnia:
  - odsłonięto Pomnik Adama Mickiewicza w Gorzowie Wielkopolskim.
  - podniesiono banderę na niszczycielu ORP „Grom”.
- data dzienna nieznana:
  - Powstało Stowarzyszenie Ateistów i Wolnomyślicieli
  - Jan Wyżykowski odkrył jedne z największych na świecie złóż miedzi w okolicach Lubina.
  - Powstał klub sportowy Siarka Tarnobrzeg.
  - Oddanie do użytku drugiego toru na 8,5 km odcinku Reda-Wejherowo.

## Wydarzenia na świecie
- 5 stycznia – została ogłoszona tzw. doktryna Eisenhowera, dotycząca polityki USA wobec Bliskiego Wschodu.
- 9 stycznia:
  - premier Wielkiej Brytanii Anthony Eden podał się do dymisji w następstwie kryzysu sueskiego.
  - reaktywowano Czeczeńsko-Inguską Autonomiczną Socjalistyczną Republikę Radziecką.
- 10 stycznia – Harold Macmillan został premierem Wielkiej Brytanii.
- 13 stycznia – amerykańska firma Wham-O rozpoczęła produkcję frisbee.
- 15 stycznia – premiera filmu Tron we krwi w reżyserii Akiry Kurosawy z Toshirō Mifune w roli głównej.
- 16 stycznia – w Liverpoolu otwarto The Cavern Club, kolebkę stylu muzycznego big-beat.
- 22 stycznia – wojska izraelskie zakończyły operację wycofywania się z półwyspu Synaj, oprócz Strefy Gazy i Szarm el-Szejk.
- 8 lutego – w Nowym Jorku Polska i Japonia podpisały układ o zakończeniu wojny i nawiązały między sobą stosunki dyplomatyczne.
- 9 lutego – Armeńska Telewizja Publiczna (ARMTV) rozpoczęła regularną emisję programu.
- 10 lutego – w sudańskim Chartumie rozpoczęła się pierwsza edycja piłkarskiego Pucharu Narodów Afryki.
- 14 lutego – Andriej Gromyko został ministrem spraw zagranicznych ZSRR
- 16 lutego:
  - premiera filmu Siódma pieczęć.
  - Egipt pokonał Etiopię 4:0 w finale pierwszej edycji piłkarskiego Pucharu Narodów Afryki, rozegranym w sudańskim Chartumie.
- 24 lutego – reprezentacja Malty w piłce nożnej w swym pierwszym oficjalnym meczu przegrała w mieście Gżira z Austrią 2:3.
- 3 marca – we Frankfurcie nad Menem odbył się 2. Konkurs Piosenki Eurowizji.
- 6 marca:
  - Izrael wycofał się z półwyspu Synaj i ze Strefy Gazy.
  - Ghana uzyskała niepodległość – jako pierwsza z kolonii brytyjskich w Afryce.
- 7 marca – dokonano oblotu samolotu pasażersko-transportowego An-10.
- 8 marca – Ghana została członkiem ONZ.
- 9 marca – doszło do trzęsienia ziemi na Alasce, jednego z najsilniejszych w historii, które wywołało fale tsunami o wysokości 15 m.
- 12 marca – podpisano umowę międzyrządową o czasowym pobycie wojsk radzieckich w NRD.
- 14 marca – podczas podchodzenia do lądowania w Manchesterze rozbił się brytyjski samolot Vickers Viscount; zginęły 22 osoby, w tym 2 na ziemi.
- 17 marca – 25 osób, w tym prezydent Filipin Ramon Magsaysay, zginęło w katastrofie lotniczej na wyspie Cebu.
- 20 marca – Éamon de Valera został po raz czwarty premierem Irlandii.
- 22 marca – w Indiach zaczął obowiązywać indyjski kalendarz narodowy, używany oficjalnie obok kalendarza gregoriańskiego.
- 25 marca – podpisanie Traktatów rzymskich, które ustanawiały utworzenie Europejskiej Wspólnoty Gospodarczej i Euratomu. Traktat wszedł w życie 1 stycznia 1958. Członkami założycielami Wspólnoty Europejskiej stały się: Francja, Niemcy Zachodnie, Belgia, Holandia, Luksemburg i Włochy.
- 27 marca:
  - w Paryżu rozpoczął się pierwszy międzynarodowy festiwal teatralny Teatr Narodów, zorganizowany z inicjatywy Międzynarodowego Instytutu Teatralnego (ITI), na którym po raz pierwszy na jednej scenie spotkały się teatry z obu stron żelaznej kurtyny. Dla uczczenia tego zdarzenia w 1961 roku dzień 27 marca ustanowiono Międzynarodowym Dniem Teatru.
  - syberyjska osada górnicza Oleniegorsk otrzymała prawa miejskie.
  - odbyła się 27. ceremonia wręczenia Oscarów.
- 30 marca – wszedł do służby drugi amerykański atomowy okręt podwodny USS „Seawolf”.
- 1 kwietnia:
  - w czeskich miastach Most i Litvínov otwarta została pierwsza normalnotorowa linia tramwajowa. W ciągu czterech lat tramwaje normalnotorowe zastąpiły wąskotorowe.
  - pożar zniszczył filipińskie miasto Catbalogan na wyspie Samar.
- 10 kwietnia:
  - po zażegnaniu kryzysu nastąpiło wznowienie żeglugi na Kanale Sueskim.
  - w katastrofie brazylijskiego samolotu Douglas DC-3 na wyspie Anchieta niedaleko São Paulo zginęło 26 z 30 osób na pokładzie.
- 12 kwietnia – grupa 18 niemieckich naukowców, znana jako Göttinger 18, wydała manifest przeciwstawiający się planom uzbrojenia Bundeswehry w broń atomową.
- 13 kwietnia – premiera filmu Dwunastu gniewnych ludzi.
- 17 kwietnia – brytyjski lekarz, John Bodkin Adams, podejrzewany o zabicie 2 pacjentów, został w wyniku procesu uniewinniony.
- 30 kwietnia – nadawać zaczęła Litewska Telewizja Publiczna z siedzibą w Wilnie.
- 1 maja:
  - rozpoczęła nadawanie Telewizja Węgierska.
  - 34 spośród 35 osób na pokładzie zginęło w katastrofie samolotu Vickers Viscount w hrabstwie Hampshire w południowej Anglii.
- 15 maja – na wyspie Malden na Pacyfiku Wielka Brytania przeprowadziła pierwszy test bomby wodorowej.
- 19 maja – Adone Zoli został premierem Włoch.
- 27 maja – w Kirtland (Ohio) bombowiec B-36 Peacemaker zgubił nieuzbrojoną bombę atomową.
- 28 maja – premiera filmu Twarz w tłumie w reżyserii Elii Kazana.
- 5 czerwca – dokonano oblotu śmigłowca Mi-6.
- 9 czerwca – austriacka wyprawa weszła po raz pierwszy na wierzchołek ośmiotysięcznika Broad Peak w Karakorum.
- 10 czerwca – Postępowo-Konserwatywna Partia Kanady Johna Diefenbakera odniosła zwycięstwo w wyborach federalnych i zakończyła 22-letni okres rządów Partii Liberalnej.
- 14 czerwca – w katastrofie należącego do PLL LOT Iła-14 na podmoskiewskim lotnisku Wnukowo zginęło 9 osób, a 4 zostały ranne.
- 21 czerwca:
  - Bundestag uchwalił ustawę o równouprawnieniu kobiet i mężczyzn.
  - radziecki szpieg William Fisher został aresztowany przez FBI.
- 25 czerwca:
  - nad Zatoką Meksykańską uformował się huragan Audrey, który w następnych dniach zabił 416 osób w USA i Kanadzie.
  - w swym pierwszym meczu reprezentacja Tunezji w piłce nożnej pokonała w Tunisie Algierię 2:1.
- 27 czerwca:
  - Huragan Audrey zabił ponad 400 osób w amerykańskich stanach Luizjana i Teksas.
  - w wyniku trzęsienia ziemi z epicentrum w okolicy miasta Czyta w południowej Syberii zginęło około 1,2 tys. osób.
- 4 lipca:
  - w Turynie miała miejsce premiera Fiata 500.
  - dokonano oblotu samolotu pasażerskiego Ił-18.
- 6 lipca – w Moskwie, Rosjanka Maria Itkina ustanowiła rekord świata w biegu na 400 m wynikiem 53,6 s.
- 12 lipca:
  - ustalono związek raka z paleniem papierosów – naczelny lekarz USA, dr. Leroy Burney, opublikował pierwszy w dziejach oficjalny raport państwowy w tej sprawie.
  - Czech Stanislav Jungwirth ustanowił rekord świata w biegu na 1500 m wynikiem 3.38,1 s.
- 13 lipca – reprezentacja Polski w piłce ręcznej kobiet, podczas turnieju w Jugosławii, rozegrała swój pierwszy mecz w historii mistrzostw świata, przegrywając z gospodyniami 3:11.
- 16 lipca – 58 osób zginęło w katastrofie holenderskiego samolotu Lockheed Constellation na indonezyjskiej wyspie Biak.
- 25 lipca:
  - w RFN została założona Fundacja Pruskiego Dziedzictwa Kultury.
  - po obaleniu Muhammada VIII, ostatniego beja Tunisu, prezydentem Tunezji został Habib Burgiba.
- 26 lipca – prezydent Gwatemali Carlos Castillo Armas został zastrzelony przez członka swojej ochrony.
- 28 lipca
  - została założona Chrześcijańsko-Demokratyczna Partia Chile (PDC).
  - powstała Międzynarodówka sytuacjonistyczna, inspirowane pismami Guy Deborda lewicowe ugrupowanie społeczno-artystyczne.
- 29 lipca:
  - założono Międzynarodową Agencję Energii Atomowej.
  - Antonín Mrkos odkrył kometę C/1957 P1 (Kometa Mrkosa).
- 1 sierpnia – Kanada i USA zdecydowały o powołaniu NORAD.
- 11 sierpnia – w katastrofie samolotu DC-4 w Quebecu zginęło 79 osób.
- 21 sierpnia – w ZSRR wystrzelono pierwszy międzykontynentalny pocisk balistyczny.
- 26 sierpnia – pierwsze rakiety międzykontynentalne w ZSRR.
- 31 sierpnia – Malezja proklamowała niepodległość.
- 4 września – w Wielkiej Brytanii opublikowano Raport Wolfendena dotyczący sytuacji prawnej homoseksualizmu i prostytucji.
- 5 września – rewolucja kubańska: doszło do buntu w bazie morskiej Cienfuegos. W trakcie walk zginęło ok. 200 marynarzy, 600 cywilów i 100 żołnierzy wojsk rządowych.
- 13 września – Louis Armstrong, sławny amerykański czarnoskóry trębacz jazzowy, gniewnie oświadczył, że nie będzie uczestniczył w zorganizowanym przez rząd USA tournée po Związku Radzieckim. Powodem tego oświadczenia były rasistowskie wydarzenia w Little Rock w stanie Arkansas.
- 17 września – Malezja została członkiem ONZ.
- 19 września – w Nevadzie przeprowadzono pierwszą amerykańską podziemną próbę nuklearną.
- 21 września:
  - Olaf V został królem Norwegii.
  - w pobliżu Azorów zatonął niemiecki żaglowiec Pamir. Z 86 członków załogi przeżyło 6.
- 22 września – na urząd prezydenta Haiti został wybrany François Duvalier; jego rządy przerodziły się w krwawą dyktaturę wspieraną przez prywatną milicję „Tonton Macoute” przy désintéressement ze strony USA.
- 24 września:
  - do Little Rock (Arkansas, USA) przybyły oddziały armii amerykańskiej, aby zapewnić w Central High School wykonanie ustawy zakazującej segregacji rasowej.
  - otwarto jeden z największych i najbardziej znanych stadionów piłkarskich Camp Nou (Barcelona).
- 26 września – premiera musicalu West Side Story.
- 29 września – doszło do wybuchu w Kombinacie Chemicznym Majak, przerabiającym wypalone paliwo jądrowe, co spowodowało skażenie obszaru 23 000 km².
- 2 października:
  - Adam Rapacki przedstawił na sesji Zgromadzenia Ogólnego ONZ plan utworzenia strefy bezatomowej.
  - premiera filmu Most na rzece Kwai.
- 4 października – ZSRR wystrzelił pierwszego sztucznego satelitę – Sputnik 1.
- 10 października – doszło do pożaru grafitowego rdzenia reaktora atomowego w Windscale w Wielkiej Brytanii.
- 12 października – Lew Rebet – ukraiński działacz narodowy, emigrant – został zamordowany przez agenta KGB.
- 22 października – François Duvalier został prezydentem Haiti.
- 27 października – w RFN utworzono Związek Wypędzonych.
- 29 października:
  - szaleniec wrzucił na salę obrad izraelskiego Knesetu granat ręczny, którego wybuch zranił premiera Dawida Ben Guriona i kilku ministrów.
  - w RFN został utworzony trzeci rząd Konrada Adenauera.
- 30 października – radziecki helikopter Mi-6 ustanowił rekord świata w udźwigu ładunku – 12 000 kg na wysokość 2432 m.
- Listopad – w Hiszpanii rozpoczęto stawianie pierwszych reklam w formie byków Osborne’a.
- 3 listopada – ZSRR wystrzelił sztucznego satelitę Sputnik 2 z psem Łajką na pokładzie.
- 6 listopada – Félix Gaillard został premierem Francji.
- 7 listopada – w Zwickau (NRD) z taśm produkcyjnych zjechał pierwszy Trabant.
- 24 listopada – Polska przegrała z ZSRR 0:2 w rozegranym na neutralnym terenie w Lipsku barażowym meczu o awans do Mistrzostw Świata w Piłce Nożnej 1958 w Szwecji.
- 30 listopada – w wyniku zamachu na odwiedzającego szkołę podstawową w Dżakarcie prezydenta Indonezji Sukarno zginęło 6 dzieci.
- 4 grudnia – w masywie Ich Bogdyn nuruu w południowej Mongolii wystąpiło trzęsienie ziemi o sile 8,1 stopni w skali Richtera. Wstrząs był odczuwalny na 5 mln km², a poważne zniszczenia odnotowano na terenie 300 tysięcy km².
- 5 grudnia – w Leningradzie został zwodowany lodołamacz „Lenin”, pierwszy cywilny statek o napędzie jądrowym.
- 8 grudnia – w katastrofie samolotu Douglas DC-4 w Argentynie zginęło 61 osób.
- 10 grudnia – dokonano oblotu włoskiego myśliwca Aermacchi MB-326.
- 14 grudnia:
  - zakończono odbudowę Bramy Brandenburskiej w Berlinie.
  - premiera filmu Pożegnanie z bronią.
- 15 grudnia – liczba mieszkańców Monachium osiągnęła milion.
- 21 grudnia – Ramón Villeda Morales został prezydentem Hondurasu.
- 26 grudnia – premiera filmu Tam, gdzie rosną poziomki.
- Epidemia grypy azjatyckiej, zmarło ok. 1 mln osób.

## Urodzili się
- 1 stycznia:
  - Antoni Dębski, polski basista jazzowy
  - Kalzeubet Pahimi Deubet, czadyjski ekonomista, przedsiębiorca, polityk, premier Czadu
  - Ewa Kasprzyk, polska aktorka
  - Ewa Siepsiak, polska lekkoatletka, dyskobolka
  - Adam Struzik, polski lekarz, polityk, samorządowiec, marszałek Senatu RP, marszałek województwa mazowieckiego
  - Ewangelos Wenizelos, grecki polityk
  - Tadeusz Winkowski, polski poligraf
- 2 stycznia:
  - Beppe Gabbiani, włoski kierowca wyścigowy
  - Vlastibor Konečný, czeski kolarz szosowy
  - Joanna Pacuła, polska aktorka, modelka
  - Andrzej Pałys, polski polityk i samorządowiec, poseł na Sejm V i VI kadencji
  - Sławomir Wolski, polski muzyk, kompozytor, autor tekstów piosenek
- 3 stycznia:
  - Andrzej Janisz, polski dziennikarz i komentator sportowy
  - Bojan Križaj, słoweński narciarz alpejski
  - Albin Mikulski, polski piłkarz, trener
  - Boris Rotenberg, rosyjski przedsiębiorca i miliarder
- 4 stycznia:
  - Joël Bats, francuski piłkarz, bramkarz, trener
  - Fabrizio Bentivoglio, włoski aktor
  - Alan Carpenter, australijski dziennikarz, polityk
  - Leszek Ciota, polski zapaśnik, trener
  - Wayne Kreklow, amerykański koszykarz, trener siatkówki
  - Pete Patterson, amerykański narciarz alpejski
- 5 stycznia:
  - Karl Allgöwer, niemiecki piłkarz
  - Srećko Bogdan, chorwacki piłkarz, trener
  - Bogdan Gunia, polski piłkarz, trener
  - Rolf Gramstad, norweski żużlowiec
  - Atik Ismail, fiński piłkarz podchodzenia tatarskiego
  - Nikica Klinczarski, północnomacedoński piłkarz, trener
- 6 stycznia:
  - Bernard Benton, amerykański bokser
  - Elżbieta Ciaszkiewicz, polska siatkarka
  - Michael Foale, brytyjsko-amerykański astrofizyk, astronauta
  - Dietmar Köster, niemiecki polityk, eurodeputowany
- 7 stycznia:
  - Nicholson Baker, amerykański pisarz
  - Enrico Boselli, włoski polityk
  - Janusz Cichoń, polski samorządowiec, polityk, poseł na Sejm RP
  - Katie Couric, amerykańska dziennikarka
  - Andreas Staribacher, austriacki polityk i prawnik
  - Magdalena Środa, polska filozof, etyk, publicystka, feministka
  - Daniel Waszkiewicz, polski piłkarz ręczny
- 8 stycznia:
  - Calvin Natt, amerykański koszykarz
  - Władimir Nikitienko, kazachski piłkarz, trener
  - Joanna Schiller-Walicka, polska historyczka
- 9 stycznia:
  - Anna Achszarumowa, amerykańska szachistka pochodzenia rosyjskiego
  - Kari Hotakainen, fiński poeta, prozaik
  - Finn Rune Jensen, duński żużlowiec, trener
  - Manuel Sarabia, hiszpański piłkarz, trener narodowości baskijskiej
- 10 stycznia:
  - Carsten Hansen, duński polityk
  - Igor Michalski, polski aktor, reżyser teatralny
  - Greg Walden, amerykański polityk
- 11 stycznia:
  - José Reinaldo de Lima, brazylijski piłkarz
  - Bryan Robson, angielski piłkarz
- 12 stycznia:
  - Mieczysław Aszkiełowicz, polski polityk, poseł na Sejm RP
  - Anna Fotyga, polska ekonomistka, polityk, minister spraw zagranicznych, eurodeputowana
  - Celia Friedman, amerykańska pisarka science fiction i fantasy
  - John Lasseter, amerykański reżyser filmów animowanych
  - Siergiej Prichod´ko, rosyjski polityk (zm. 2021)
  - António Vitorino, portugalski prawnik, polityk
- 13 stycznia:
  - Lars Ohly, szwedzki polityk
  - Edward Ośko, polski prawnik, polityk, poseł na Sejm RP
  - Daniel Scioli, argentyński przedsiębiorca, polityk
- 14 stycznia:
  - Sławomir Ciesielski, polski perkusista, członek zespołu Republika
  - Alfonso de Galarreta, hiszpański duchowny katolicki, biskup Bractwa Kapłańskiego Świętego Piusa X
  - Wojciech Hausner, polski nauczyciel, polityk, poseł na Sejm RP
  - Steve Jordan, amerykański perkusista jazzowy
  - Anchee Min, chińska malarka, fotografik, pisarka, muzyk
- 15 stycznia:
  - Sōgo Ishii, japoński reżyser filmowy
  - Robert Köstenberger, austriacki judoka
  - Mario Van Peebles, amerykański aktor, reżyser, scenarzysta i producent filmowy, piosenkarz, model
  - Robert Wright, amerykański dziennikarz
- 16 stycznia:
  - Ricardo Darín, argentyński aktor, scenarzysta i reżyser filmowy
  - Krzysztof Globisz, polski aktor, pedagog
  - Carsten Høi, duński szachista
  - Stanley Tshosane, botswański trener piłkarski (zm. 2025)
- 17 stycznia:
  - Colm Burke, irlandzki prawnik, samorządowiec, polityk
  - Krzysztof Górski, polski astronom
  - Steve Harvey, amerykański prezenter telewizyjny, komik, aktor, autor książek
  - Michel Vaarten, belgijski kolarz torowy i szosowy
- 18 stycznia:
  - Yōko Akino, japońska aktorka
  - Elmar Borrmann, niemiecki szpadzista
  - Teodor Černý, czeski kolarz torowy i szosowy
  - Merita Dabulla, albańska aktorka
  - Arnoldo Iguarán, kolumbijski piłkarz
- 19 stycznia:
  - Roger Ashton-Griffiths, brytyjsko-kanadyjski aktor
  - Leszek Bubel, polski złotnik, publicysta, wydawca, polityk, poseł na Sejm RP
  - Nikołaj Łarionow, rosyjski piłkarz
  - Angelin Preljocaj, francuski tancerz i choreograf
  - Julián Ruiz Martorell, hiszpański duchowny katolicki, biskup Huesca i Jaca
  - Steve Sampson, amerykański piłkarz, trener
- 20 stycznia:
  - Ału Ałchanow, czeczeński polityk, prezydent Czeczenii
  - Michael Veith, niemiecki narciarz alpejski
  - Jewgienij Władimirow, kazachski szachista, trener
  - Jeff Wood, amerykański kierowca wyścigowy
- 21 stycznia:
  - Ndriçim Xhepa, albański aktor
  - Juan Ignacio Zoido, hiszpański samorządowiec, polityk
- 22 stycznia:
  - Ernst Baumeister, austriacki piłkarz, trener
  - Nasser Edine Drid, algierski piłkarz, bramkarz
  - Mladen Šarčević, serbski nauczyciel, przedsiębiorca, polityk
  - Godfrey Thoma, naurański polityk, działacz sportowy
  - Andrzej Udalski, polski astronom i astrofizyk
  - Francis Wheen, brytyjski dziennikarz, pisarz, publicysta
- 23 stycznia:
  - Raymond Browne, irlandzki duchowny katolicki, biskup Kerry
  - Karolina Grimaldi, księżna Hanoweru, księżniczka Monako
  - Ewa Małas-Godlewska, polska śpiewaczka operowa (sopran liryczno-koloraturowy)
  - Paul Steiner, niemiecki piłkarz
- 24 stycznia:
  - Mark Eaton, amerykański koszykarz (zm. 2021)
  - Krzysztof Parulski, polski generał, prawnik (zm. 2023)
- 25 stycznia:
  - Eskil Erlandsson, szwedzki polityk
  - Luis Garavito, kolumbijski seryjny morderca, pedofil (zm. 2023)
  - Andy Harris, amerykański polityk
  - Tadeusz Krzakowski, polski związkowiec, samorządowiec, prezydent Legnicy
  - Ryszard Ponikwia, polski biatlonista
  - Maciej Szymański, polski slawista, dyplomata
- 26 stycznia:
  - Irena Piela, polska biegaczka narciarska (zm. 1981)
  - Tadeusz Reschke, polski koszykarz
  - Gary Stempel, panamski trener piłkarski pochodzenia angielskiego
- 27 stycznia:
  - Miguel Ángel Díaz, salwadorski piłkarz
  - Gerardo Galeote Quecedo, hiszpański prawnik, polityk
  - Janick Gers, brytyjski muzyk pochodzenia polskiego, członek zespołu Iron Maiden
  - Chris Jacobie, namibijski dziennikarz
  - Frank Miller, amerykański pisarz, autor komiksów
  - Jolanta Niestrój-Malisz, polska aktorka
- 28 stycznia:
  - Laurie Corbelli, amerykańska siatkarka
  - Konstantin Dimitrow, bułgarski polityk
  - Grzegorz Kubat, polski polityk, marszałek województwa opolskiego (zm. 2011)
- 29 stycznia:
  - Petar Čobanković, chorwacki polityk
  - Zbigniew Dudek, polski rzeźbiarz, pedagog
  - Tadeusz Wojda, polski duchowny katolicki, arcybiskup białostocki
- 30 stycznia:
  - Dragan Barlov, serbski szachista
  - Janiva Magness, amerykańska wokalistka bluesowa
  - Aleksander Glondys, polski perkusista jazzowy i rockowy, tłumacz
  - Mirosław Wądołowski, polski samorządowiec, burmistrz Helu
- 31 stycznia:
  - Ronald Åhman, szwedzki piłkarz
  - Shirley Babashoff, amerykańska pływaczka pochodzenia rosyjskiego
  - Henrik Dam Kristensen, duński polityk, przewodniczący Folketingetu
  - Józef Marecki, polski duchowny rzymskokatolicki
  - António Veloso, portugalski piłkarz
  - Elżbieta Wereda, polska koszykarka
- 1 lutego:
  - Bogusława Orzechowska, polska lekarka, polityk, senator RP
  - Dona Rosa, portugalska śpiewaczka fado
  - Walter Schachner, austriacki piłkarz, trener
  - Jackie Shroff, indyjski aktor
- 2 lutego:
  - Ewa Lech, polska urzędnik państwowa
  - Leszek Piasecki, polski siatkarz, trener
  - Piotr Żak, polski brydżysta, działacz sportowy, związkowiec, polityk, poseł na Sejm RP
- 3 lutego:
  - Roman (Gawriłow), rosyjski biskup prawosławny
  - Maria Robsahm, szwedzka filozof, dziennikarka, polityk
  - Reinaldo Rueda, kolumbijski trener piłkarski
- 4 lutego:
  - Christy Coté, amerykańska tancerka i nauczycielka tanga argentyńskiego
  - Don Davis, amerykański kompozytor muzyki filmowej
  - Grzegorz Figura, polski, samorządowiec, polityk, poseł na Sejm RP
  - Shigeru Ishiba, japoński polityk
  - Patrick Le Hyaric, francuski dziennikarz, polityk
- 5 lutego:
  - Jüri Tamm, estoński lekkoatleta, młociarz, polityk (zm. 2021)
  - Craig Wilson, amerykański piłkarz wodny
- 6 lutego:
  - Kathy Najimy, amerykańska aktorka
  - Simon Phillips, angielski muzyk, perkusista zespołu Toto
- 7 lutego:
  - Dênis Derkian, brazylijski aktor
  - Marian Twardoń, polski szachista, trener
- 8 lutego – Miquel Barceló, hiszpański rzeźbiarz i malarz
- 9 lutego:
  - Terry McAuliffe, amerykański polityk
  - Tomasz Podgajniak, polski polityk, minister środowiska
  - Ruy Ramos, japoński piłkarz, trener pochodzenia brazylijskiego
  - John Ribat, papuański duchowny katolicki, arcybiskup Port Moresby, kardynał
  - Gordon Strachan, szkocki piłkarz, trener
  - Jaco Van Dormael, belgijski reżyser, scenarzysta i producent filmowy
- 10 lutego:
  - Brit McRoberts, kanadyjska lekkoatletka, biegaczka średniodystansowa
  - Zbigniew Raubo, polski bokser, trener
- 11 lutego:
  - Peter Klashorst, holenderski malarz, rzeźbiarz, fotograf (zm. 2024)
  - Walter Martos, peruwiański polityk, premier Peru (zm. 2025)
  - David Weller, jamajski kolarz torowy
  - Giennadij Zajczik, gruzińsko-amerykański szachista
- 12 lutego:
  - José Alonso, hiszpański lekkoatleta, płotkarz
  - Małgorzata Domagalik, polska dziennikarka, publicystka, pisarka
  - Wolff Heintschel von Heinegg, niemiecki prawnik
  - Joseph Siravo, amerykański aktor (zm. 2021)
  - Martin Ziguélé, środkowoafrykański polityk, premier Republiki Środkowoafrykańskiej
- 13 lutego:
  - Lucian Croitoru, rumuński ekonomista, polityk
  - Heinz Gründel, niemiecki piłkarz
  - Grzegorz Kwieciński, polski plastyk, reżyser teatralny
  - Ida Łotocka-Huelle, polska malarka
  - Andrzej Sikorski, polski piłkarz, trener
- 14 lutego:
  - Andrzej Kaleta, polski duchowny katolicki, biskup pomocniczy kielecki
  - Wojciech Nowak, polski scenarzysta, reżyser filmowy i teatralny
- 15 lutego:
  - David Langan, irlandzki piłkarz
  - Jake E. Lee, amerykański kompozytor, gitarzysta heavymetalowy i klasyczny
  - Shahriar Mandanipour, irański pisarz
- 16 lutego:
  - LeVar Burton, amerykański aktor, reżyser
  - Stanisława Cych, polska lekkoatletka, biegaczka średniodystansowa
  - Jerzy Fryckowski, polski poeta, krytyk literacki
  - Jerzy Garpiel, polski piłkarz ręczny
  - Michaił Madanski, bułgarski piłkarz, trener
- 17 lutego:
  - Marek Beylin, polski dziennikarz, publicysta
  - Małgorzata Bugajska, polska florecistka
  - Andrzej Stanisław Kowalczyk, polski historyk literatury
  - Loreena McKennitt, kanadyjska piosenkarka
  - Laura Puppato, włoska działaczka samorządowa, polityk
- 18 lutego:
  - Grażyna Dziedzic, polska malarka
  - Marita Koch, niemiecka lekkoatletka, sprinterka
  - George Pelecanos, amerykański pisarz, producent i scenarzysta filmowy
  - Bruce Rauner, amerykański polityk
  - Luís Gonzaga Silva Pepeu, brazylijski duchowny katolicki, arcybiskup Vitória da Conquista
- 19 lutego:
  - Jeffrey Hamburger, amerykański historyk sztuki, mediewista
  - Jolanta Jaszkowska, polska piosenkarka
  - Bogdan Wankiewicz, polski samorządowiec, starosta powiatu wałeckiego
  - Rainer Wieland, niemiecki prawnik, polityk
  - Ray Winstone, brytyjski aktor
- 20 lutego:
  - Paulo Luiz Campos, brazylijski trener piłkarski
  - Irena Falbagowska, polska lekkoatletka, skoczkini wzwyż
  - Mario Grech, maltański duchowny katolicki, biskup Gozo
  - Mirosław Mikietyński, polski lekarz, samorządowiec, prezydent Koszalina (zm. 2024)
  - Edward Zalewski, polski prawnik, prokurator, urzędnik państwowy
- 21 lutego:
  - Carlos Renato Frederico, brazylijski piłkarz
  - Kazimierz Ilski, polski historyk
  - Nikołaj Rastorgujew, rosyjski wokalista, członek zespołu Lube
  - Raymond Roche, francuski motocyklista wyścigowy
  - Barnaba (Safonow), rosyjski biskup prawosławny
  - Jacek Sobczak, polski samorządowiec, wicemarszałek województwa lubelskiego
- 22 lutego:
  - Anka Bakowa, bułgarska wioślarka
  - Arsen Kanokow, rosyjski ekonomista, przedsiębiorca, polityk, prezydent Kabardo-Bałkarii
  - Małgorzata Waszak, polska działaczka samorządowa, starosta koniński, przewodnicząca Sejmiku Województwa Wielkopolskiego
- 23 lutego:
  - Zbigniew Anusik, polski historyk
  - José Gislon, brazylijski duchowny katolicki, biskup Erexim
  - Walenty Gryk, polski duchowny katolicki
  - Wiktor Markin, rosyjski lekkoatleta sprinter
  - Jiří Staněk, czeski poeta, dramaturg, krytyk literacki
- 24 lutego:
  - Rafael Gordillo, hiszpański piłkarz, działacz piłkarski
  - Jerzy Matusz, polski samorządowiec, burmistrz Jarosławia (zm. 1999)
  - Waldemar Roszkiewicz, polski samorządowiec, wicemarszałek województwa mazowieckiego
- 25 lutego:
  - Cindy Brogdon, amerykańska koszykarka, trenerka
  - Gëzim Hajdari, albański poeta, tłumacz
  - Sérgio Marques, portugalski prawnik, polityk
  - Igor Prieložný, słowacki siatkarz, trener
  - Tharman Shanmugaratnam, singapurski polityk, prezydent Singapuru
  - Mirosław Zbrojewicz, polski aktor
- 26 lutego:
  - Connie Carpenter, amerykańska kolarka szosowa i torowa, łyżwiarka szybka
  - Hervé Giraud, francuski duchowny katolicki, biskup Soissons, arcybiskup Sens
  - Ryszard Kalisz, polski adwokat, polityk, poseł na Sejm RP, minister spraw wewnętrznych i administracji
  - Marta Kwiatkowska, polska informatyk teoretyczna
  - Keena Rothhammer, amerykańska pływaczka
  - Dariusz Wódke, polski szablista
- 27 lutego:
  - Danny Antonucci, amerykański twórca kreskówek, stworzył m.in. Ed, Edd i Eddy
  - Tatjana Dogilewa, rosyjska aktorka
  - Adrian Smith, brytyjski gitarzysta zespołu Iron Maiden
  - Timothy Spall, brytyjski aktor
- 28 lutego:
  - Jan Ceulemans, belgijski piłkarz, trener
  - Agnieszka Magdziak-Miszewska, polska filolog literatury polskiej, teatrolog, dziennikarka, dyplomata
  - José Ronaldo Ribeiro, brazylijski duchowny katolicki, biskup Formosy
  - Tadeusz Romańczuk, polski polityk, senator RP
  - John Turturro, amerykański aktor, reżyser, scenarzysta i producent filmowy
  - Kazimierz Wilk, polski polityk, poseł na Sejm RP
  - Cindy Wilson, amerykańska perkusistka, wokalistka, członkini zespołu The B-52’s
- 1 marca:
  - Michał Kwiecień, polski brydżysta
  - Robert Malinowski, polski siatkarz
  - Rustam Minnichanow, tatarski polityk, prezydent Tatarstanu
- 2 marca:
  - Daniel Jodoin, kanadyjski duchowny katolicki, biskup Bathurst
  - Dariusz Juzyszyn, polski lekkoatleta, dyskobol, aktor
  - Luigi Vari, włoski duchowny katolicki, arcybiskup Gaety
- 3 marca:
  - Ryszard Chmielowicz, polski samorządowiec
  - Wiesław Cichy, polski aktor
  - Zbigniew Foryś, polski muzyk, kompozytor, aranżer, członek zespołu Lombard
  - Thom Hoffman, holenderski aktor, scenarzysta i reżyser filmowy, fotograf, publicysta
  - Peter Jugis, amerykański duchowny katolicki, biskup Charlotte
  - Jeff Rona, amerykański kompozytor muzyki filmowej
  - Elżbieta Rosiak, polska lekkoatletka, skoczkini wzwyż
  - Eric Walters, kanadyjski autor literatury dziecięcej i młodzieżowej
- 4 marca:
  - Ron Fassler, amerykański aktor
  - Esteban María Laxague, argentyński duchowny katolicki, biskup Viedmy
  - Mykelti Williamson, amerykański aktor
- 5 marca
  - David Donoho, amerykański statystyk i matematyk
  - Tim Holden, amerykański polityk
- 6 marca:
  - Roland Liboton, belgijski kolarz przełajowy i szosowy
  - Alex McArthur, amerykański aktor
  - Ann VanderMeer, amerykańska wydawczyni
- 7 marca:
  - José Reginaldo Andrietta, brazylijski duchowny katolicki, biskup Jales
  - Maurizio Arrivabene, włoski menedżer, szef zespołu Scuderia Ferrari
  - Robert Harris, brytyjski pisarz
  - Karl-Heinz Helbing, niemiecki zapaśnik
- 8 marca:
  - Teresa Ceglecka-Zielonka, polska polonistka, polityk, poseł na Sejm RP
  - Yemi Osinbajo, nigeryjski pastor, prawnik, polityk
  - Cynthia Rothrock, amerykańska aktorka, producentka filmowa, mistrzyni sztuk walki
  - Dick Schoof, holenderski działacz państwowy
  - Zé Sérgio, brazylijski piłkarz, trener
- 9 marca:
  - Jacek Hugo-Bader, polski dziennikarz, reportażysta
  - Chris Lewis, nowozelandzki tenisista
  - Mark Mancina, amerykański kompozytor muzyki filmowej
  - PZ Myers, amerykański biolog
  - Radosław Ratajszczak, polski biolog
  - Mona Sahlin, szwedzka polityk
- 10 marca:
  - Pervenche Berès, francuska polityk
  - Fernando Chomalí Garib, chilijski duchowny katolicki, arcybiskup metropolita Concepción
  - Mino Cinelu, francuski perkusista, kompozytor, producent muzyczny
  - Armando Domingues, portugalski duchowny katolicki, biskup pomocniczy Porto
  - Fernand Etgen, luksemburski polityk, przewodniczący Izby Deputowanych
  - Hans-Peter Friedrich, niemiecki polityk
  - Andrzej Huszcza, polski żużlowiec, trener
  - Usama ibn Ladin, terrorysta islamski, oskarżony o zamachy na World Trade Center i Pentagon z dnia 11 września 2001 (zm. 2011)
  - Marek Lipczyk, polski przedsiębiorca, samorządowiec, prezydent Dąbrowy Górniczej
  - Mładen Mładenow, bułgarski zapaśnik
  - Kim Robertson, nowozelandzka lekkoatletka, sprinterka
  - Shannon Tweed, kanadyjska aktorka
  - Jim White, amerykański piosenkarz, autor tekstów
- 11 marca:
  - Mauricio Cruz Jiron, nikaraguański piłkarz, trener
  - Gabriele Kühn, niemiecka wioślarka
  - Víctor Rangel, meksykański piłkarz, trener
- 12 marca:
  - Patrick Battiston, francuski piłkarz, trener
  - Marlon Jackson, amerykański piosenkarz
- 13 marca:
  - Andrzej Chichłowski, polski aktor, reżyser i scenarzysta filmowy, dyrektor teatrów
  - John Hoeven, amerykański polityk, senator
  - Jozef Kukučka, słowacki piłkarz
  - Patricia McKenna, irlandzka polityk
  - Jonathan Mestel, brytyjski matematyk, szachista
- 14 marca:
  - Peter Boeve, holenderski piłkarz, trener
  - Franco Frattini, włoski polityk (zm. 2022)
  - Florentino Lavarias, filipiński duchowny katolicki, arcybiskup San Fernando
  - Lawrence Mukasa, ugandyjski duchowny katolicki, biskup Kasana–Luweero
  - Leon Tarasewicz, polski malarz
  - Tad Williams, amerykański pisarz science fiction i fantasy
- 15 marca:
  - Joaquim de Almeida, portugalsko-amerykański aktor
  - Tanja Dimitrowa, bułgarska siatkarka
  - Katarzyna Hall, polska nauczycielka, działaczka oświatowa i społeczna, polityk, poseł na Sejm PRL, minister edukacji narodowej
  - Piotr Krakowski, polski piłkarz, trener
  - Víctor Muñoz, hiszpański piłkarz, trener
  - Krystyna Poślednia, polska działaczka samorządowa, polityk, poseł na Sejm RP (zm. 2014)
- 16 marca:
  - Jurij Bondarenko, ukraiński piłkarz, trener
  - Mindaugas Mikaila, litewski inżynier, menedżer, polityk
- 17 marca:
  - Jean-Louis Balsa, francuski duchowny katolicki, biskup Viviers
  - Krzysztof Kamiński, polski polityk i prawnik, poseł na Sejm I, II i III kadencji
  - Richard Kwietniowski(inne języki), brytyjski reżyser i scenarzysta filmowy pochodzenia polskiego
  - Michał Tokarzewski, polski lekarz i polityk, poseł na Sejm RP I kadencji
  - Anna Wypych-Namiotko, polska nawigatorka, menedżerka i urzędniczka państwowa
- 18 marca:
  - Gitta Escher, niemiecka gimnastyczka
  - Christer Fuglesang, szwedzki fizyk, astronauta
  - Andrzej Zwoliński, polski duchowny
- 19 marca:
  - Dudley Bradley, amerykański koszykarz
  - Ken Lo, hongkoński aktor
  - Christopher Murray, amerykański aktor
  - Józef Pilch, polski samorządowiec, wojewoda małopolski
  - Ovidijus Vyšniauskas, litewski piosenkarz
  - Kajetan Wolniewicz, polski aktor
- 20 marca:
  - Amy Aquino, amerykańska aktorka
  - Jean Castaneda, francuski piłkarz, bramkarz, trener
  - Lubomir Gliniecki, polski polityk, ekonomista, poseł na Sejm II kadencji
  - John Grogan, amerykański pisarz, dziennikarz
  - Spike Lee, amerykański reżyser, scenarzysta i producent filmowy
  - Jorge Melício, angolski rzeźbiarz
  - Francisco Osorto, salwadorski piłkarz (zm. 2023)
  - Didier Pittet, szwajcarski epidemiolog
  - Theresa Russell, amerykańska aktorka
  - Waldemar Turski, polski lekarz
- 21 marca – Roman Bierła, polski zapaśnik
- 22 marca:
  - Wojciech Burszta, polski antropolog kultury, kulturoznawca, eseista (zm. 2021)
  - Hossein Faraki, irański piłkarz, trener
  - Jacek Kaczmarski, polski poeta, prozaik, piosenkarz, kompozytor, autor tekstów piosenek (zm. 2004)
- 23 marca:
  - Ananda Devi, maurytyjska tłumaczka i pisarka
  - Lucio Gutiérrez, ekwadorski wojskowy, polityk, prezydent Ekwadoru
  - Amanda Plummer, amerykańska aktorka
- 24 marca:
  - Sophie Barjac, belgijska aktorka
  - Krzysztof Koziorowicz, polski trener koszykówki
- 25 marca:
  - José María Avendaño Perea, hiszpański duchowny katolicki
  - Joseph Nguyen, kanadyjski duchowny katolicki pochodzenia wietnamskiego, biskup Kamloops
  - Ryszard Orłowski, polski piłkarz, trener
  - Aleksandr Puczkow, rosyjski lekkoatleta, płotkarz (zm. 2024)
- 26 marca:
  - Aktan Arym Kubat, kirgiski reżyser, scenarzysta i scenograf filmowy
  - Leeza Gibbons, amerykańska osobowość telewizyjna
  - Lubomir Lubenow, bułgarski kajakarz, kanadyjkarz
  - Elżbieta Makowska-Florczyk, polska siatkarka
  - Shirin Neshat, irańska artystka video artu
- 27 marca:
  - Wiesław Bober, polski reżyser, scenarzysta, malarz, grafik
  - Stephen Dillane, brytyjski aktor
  - Billy MacKenzie, szkocki wokalista, członek zespołu The Associates (zm. 1997)
  - Piotr Mandra, polski sztangista
  - Giuseppe Marotta, włoski działacz piłkarski
  - Krzysztof Pieczyński, polski aktor, poeta, prozaik
  - Caroline Williams, amerykańska aktorka
- 28 marca:
  - Inés Ayala Sender, hiszpańska filolog, polityk (zm. 2024)
  - Jadwiga Błoch, polska polityk, poseł na Sejm RP
  - Harvey Glance, amerykański lekkoatleta, sprinter (zm. 2023)
- 29 marca:
  - Ewa Filipiak, polska działaczka samorządowa, polityk, burmistrz Wadowic, poseł na Sejm RP
  - Michael Foreman, amerykański inżynier, astronauta
  - Elizabeth Hand, amerykańska pisarka
  - Christopher Lambert, amerykańsko-francuski aktor, scenarzysta i producent filmowy
- 30 marca:
  - Brenda Boykin, amerykańska wokalistka jazzowa i bluesowa
  - Péter Hannich, węgierski piłkarz
  - Jelena Kondakowa, rosyjska kosmonautka
  - Marie-Christine Koundja, czadyjska pisarka, dyplomatka
  - Paul Reiser, amerykański aktor, komik, pisarz
- 31 marca:
  - Krzysztof Bień, polski aktor
  - Patrick Forrester, amerykański pilot wojskowy, astronauta
  - Attila Janisch, węgierski reżyser i scenarzysta filmowy
- 1 kwietnia:
  - Krzysztof Majkowski, polski polityk
  - Christopher Ossai, nigeryjski bokser
- 2 kwietnia:
  - Pascal Delannoy, francuski duchowny katolicki, biskup Saint-Denis
  - Barbara Jordan, amerykańska tenisistka
  - Erwin Resch, austriacki narciarz alpejski
- 3 kwietnia:
  - Brett Kendall, nowozelandzki narciarz alpejski, olimpijczyk
  - Mariusz Leszczyński, polski duchowny katolicki, biskup pomocniczy zamojsko-lubaczowski
  - Hanna Marcinkowska, polska lekkoatletka, skoczkini w dal
  - Michalis Rakindzis, grecki piosenkarz, były wokalista zespołu Scraptown, reprezentant Grecji podczas 47. Konkursu Piosenki Eurowizji
- 4 kwietnia:
  - Peter Englund, szwedzki historyk, archeolog, filozof
  - Chet Fillip, amerykański kierowca wyścigowy
  - Aki Kaurismäki, fiński aktor, reżyser i scenarzysta filmowy
  - Notis Marias, grecki politolog, wykładowca akademicki, polityk
  - Zbigniew Szczepaniak, polski samorządowiec, prezydent Otwocka
- 5 kwietnia:
  - Sebastian Adayanthrath, indyjski duchowny syromalabarski, biskup pomocniczy Ernakulam-Angamaly
  - Wiktor Golubski, polski poeta
  - Richard Scrimger, kanadyjski pisarz
  - Witold Tomczak, polski lekarz, polityk, poseł na Sejm RP i eurodeputowany (zm. 2025)
- 6 kwietnia:
  - Jesper Bank, duński żeglarz sportowy
  - Ireneusz Bober, polski filozof
  - Maurizio Damilano, włoski lekkoatleta, chodziarz
  - Célestin-Marie Gaoua, togijski duchowny katolicki, biskup Sokodé
  - Paolo Nespoli, włoski inżynier, astronauta
  - Robert Sapolsky, amerykański biolog i neurolog
- 7 kwietnia:
  - Grzegorz Furgo, polski polityk, poseł na Sejm RP
  - Mariusz Orski, polski reżyser teatralny
  - Michał Siewkowski, polski poeta, artysta plastyk
  - Anna Szewczyk, polska artystka plastyk, profesor
  - Michaił Triepaszkin, rosyjski prawnik, były oficer FSB, więzień polityczny
  - Thelma Walker, brytyjska polityk
- 8 kwietnia:
  - Sarmīte Ēlerte, łotewska dziennikarka, polityk
  - Janusz Klimek, polski koszykarz
  - Jerzy Kopański, polski zapaśnik
  - Akira Ōta, japoński zapaśnik
- 9 kwietnia:
  - Oddný G. Harðardóttir, islandzka polityk
  - Sławomir Sosnowski, polski polityk, samorządowiec, marszałek województwa lubelskiego
- 10 kwietnia:
  - Aliko Dangote, nigeryjski przedsiębiorca, miliarder
  - Joe Gonzales, amerykański zapaśnik
  - Włodzimierz Nalazek, polski siatkarz, trener
- 11 kwietnia:
  - Mark Kennedy, amerykański polityk
  - Anna Wende-Surmiak, polska filolog romańska, muzealnik i tłumaczka
- 12 kwietnia:
  - Maurizio Fistarol, włoski prawnik, samorządowiec, polityk
  - Tama Janowitz, amerykańska pisarka
  - Stojczo Mładenow, bułgarski piłkarz, trener
  - Ronald Plasterk, holenderski biolog, polityk
  - Hallvar Thoresen, norweski piłkarz, trener
- 13 kwietnia:
  - Stanisław Chomski, polski żużlowiec, trener
  - Amy Goodman, amerykańska dziennikarka i publicystka
  - Saundra Santiago, amerykańska aktorka
- 14 kwietnia:
  - Anna Bajan, polska pięcioboistka nowoczesna
  - Lothaire Bluteau, kanadyjski aktor, reżyser filmowy, teatralny i telewizyjny
  - Haruhisa Hasegawa, japoński piłkarz
  - Visvaldas Matijošaitis, litewski przedsiębiorca, samorządowiec, burmistrz Kowna
  - Wiktor Wekselberg, rosyjski przedsiębiorca, miliarder
- 15 kwietnia:
  - Evelyn Ashford, amerykańska lekkoatletka, sprinterka
  - Hwang Kyo-ahn, południowokoreański polityk, premier Korei Południowej
  - Brigitte Latrille-Gaudin, francuska florecistka
  - Jan Pelc, czeski pisarz
  - Włodzimierz Pawlak, polski malarz
  - Anna Pstuś, polska lekkoatletka, skoczkini wzwyż i w dal
- 17 kwietnia:
  - Marc Aillet, francuski duchowny katolicki, biskup Bajonny
  - Afrika Bambaataa, amerykański muzyk, wokalista, kompozytor
  - Dwane Casey, amerykański trener koszykówki
  - Hubert Gardas, francuski szpadzista
  - Nick Hornby, brytyjski pisarz
- 18 kwietnia:
  - Jean-Pierre Brulois, francuski sztangista, trójboista siłowy, strongman
  - Marc Duez, belgijski kierowca rajdowy i wyścigowy
  - Genie, Amerykanka, dzikie dziecko
- 19 kwietnia:
  - Mukesh Ambani, indyjski przedsiębiorca
  - Nobuteru Ishihara, japoński polityk
  - Wojciech Kajtoch, polski literaturoznawca, językoznawca, prasoznawca, poeta, krytyk literacki,
  - Tony Martin, brytyjski wokalista, muzyk, kompozytor, członek zespołu Black Sabbath
  - Valentin Silaghi, rumuński bokser
- 20 kwietnia:
  - Aviva Chomsky, amerykańska historyk, pisarka pochodzenia żydowskiego
  - Lluís Homar, hiszpański aktor
  - Romuald Kosieniak, polski geodeta, polityk, wojewoda kujawsko-pomorski
  - Jerzy Stanek, polski iluzjonista
- 21 kwietnia:
  - Andrade, brazylijski piłkarz, trener
  - Monika Auer, włoska saneczkarka
  - Jesús Ramírez, meksykański piłkarz, trener
  - Hervé Le Tellier, francuski pisarz
  - Faustin-Archange Touadéra, środkowoafrykański matematyk, polityk, premier Republiki Środkowoafrykańskiej
- 22 kwietnia:
  - Alan Campbell, amerykański aktor
  - Donald Tusk, polski historyk, polityk, poseł na Sejm, senator, premier RP, przewodniczący Rady Europejskiej
  - Ota Zaremba, czeski sztangista
- 23 kwietnia:
  - Dominique Horwitz, niemiecki aktor pochodzenia żydowskiego
  - Kenji Kawai, japoński kompozytor
  - Patrik Ouředník, czeski prozaik, poeta, eseista, tłumacz
  - Andrzej Sasuła, polski samorządowiec, wicemarszałek województwa małopolskiego
  - Halina Usielska-Pełech, polska montażystka filmowa
- 24 kwietnia:
  - Hanna Banaszak, polska piosenkarka, wokalistka jazzowa
  - Miroslav Beránek, czeski piłkarz, trener
  - Uri Malmilian, izraelski piłkarz, trener
  - Wojciech Mazowiecki, polski dziennikarz, publicysta
  - Bamir Topi, albański biolog, polityk, prezydent Albanii
- 25 kwietnia:
  - Gert Engels, niemiecki piłkarz, trener
  - Cor Euser, holenderski kierowca wyścigowy
  - Erik Jakub Groch, słowacki poeta, bajkopisarz, wydawca
  - Roch Marc Christian Kaboré, burkiński polityk, premier i prezydent Burkiny Faso
  - Bernard Rajzman, brazylijski siatkarz
  - Sławomir Romanowski, polski strzelec sportowy
- 26 kwietnia:
  - Peter Fatialofa, samoański rugbysta (zm. 2013)
  - Larry Hulcer, amerykański piłkarz, trener
  - Andrzej David Misiura, polski dziennikarz, animator kultury, poeta, malarz
  - Linus Neli, indyjski duchowny katolicki, arcybiskup metropolita Imphal
- 27 kwietnia:
  - Milan Kujundžić, chorwacki lekarz, polityk
  - Czesław Minkus, polski muzyk, kompozytor, autor projektów muzyczno-medialnych, filmowych i teatralnych
  - Adrian Utley, brytyjski gitarzysta jazzowy, producent muzyczny
- 28 kwietnia:
  - Léopold Eyharts, francuski generał lotnictwa, astronauta
  - Noel Loban, brytyjski zapaśnik
  - Hipólito Rincón, hiszpański piłkarz
  - António Sousa, portugalski piłkarz
  - Helena Ziółkowska, polska lekarz, pediatra (zm. 2016)
- 29 kwietnia:
  - Johnny Araya Monge, kostarykański polityk, burmistrz San José
  - Daniel Day-Lewis, brytyjski aktor
  - Wiesława Holocher, polska siatkarka
  - Patrick Kanner, francuski prawnik, polityk
  - Janusz Kotański, polski historyk, nauczyciel, urzędnik, dyplomata
  - Shūhei Nakamoto, japoński przedsiębiorca
  - Naomi Mataʻafa, samoańska polityk, premier Samoa
  - Sławomir Rogowski, polski dziennikarz, menedżer
  - Sofia Sakorafa, grecka lekkoatletka, oszczepniczka
- 30 kwietnia:
  - Darko Anić, chorwacko-francuski szachista, trener
  - Mariusz Pilawski, polski aktor, reżyser, poeta, felietonista
  - Héctor Zelada, argentyński piłkarz, bramkarz
- 1 maja:
  - Grzegorz Jasiński, polski historyk, wykładowca akademicki
  - Jacek Sroka, polski malarz, grafik, rysownik
- 2 maja:
  - Dominic Gorie, amerykański pilot wojskowy, astronauta
  - Helena Lindgren, fińska aktorka, piosenkarka, charakteryzatorka
  - Jaime Sunye Neto, brazylijski szachista, działacz szachowy
  - Sławomir Tkaczyk, polski komandor
- 3 maja:
  - Peter Ihnačák, słowacki hokeista, trener
  - Ewa Sałacka, polska aktorka (zm. 2006)
- 4 maja:
  - Vilija Aleknaitė-Abramikienė, litewska muzykolog, polityk
  - Elżbieta Doniec, polska koszykarka
  - Włodzimierz Domagalski-Łabędzki, polski historyk
  - Kathy Kreiner, kanadyjska narciarka alpejska
  - Jim McAlister, amerykański piłkarz, trener
- 5 maja:
  - Richard E. Grant, brytyjski aktor, reżyser i scenarzysta filmowy
  - Małgorzata Kidawa-Błońska, polska socjolog, producentka filmowa, polityk, wicemarszałek i marszałek Sejmu RP
  - Walentina Łalenkowa, rosyjska łyżwiarka szybka
  - Witold Waszczykowski, polski historyk, dyplomata, polityk, poseł na Sejm RP, minister spraw zagranicznych, eurodeputowany
- 6 maja – Dorota Paciarelli, polska działaczka kultury, producentka filmowa
- 7 maja:
  - Barbara d’Urso, włoska aktorka, prezenterka telewizyjna
  - Krzysztof Kucharczyk, polski strzelec sportowy
- 8 maja:
  - Francis Bestion, francuski duchowny katolicki, biskup Tulle
  - Bernd Krauss, niemiecki piłkarz, trener
  - Marie Myriam, francuska piosenkarka, aktorka pochodzenia portugalskiego
  - Roberto Skolmowski, polski reżyser teatralny
  - Jeff Wincott, kanadyjski aktor, producent filmowy
- 9 maja:
  - Kazimierz Adach, polski bokser
  - Fulvio Collovati, włoski piłkarz
  - Jan Główczyk, polski duchowny katolicki
  - Billy Hamilton, północnoirlandzki piłkarz, trener
  - Kristian Levring, duński reżyser filmowy
  - Jan Mathiasen, duński żeglarz sportowy
  - Adam Musiałek, polski duchowny katolicki, sercanin, biskup De Aar w Południowej Afryce
- 10 maja:
  - Władimir Alikin, rosyjski biathlonista, trener
  - Karl Hyde, brytyjski gitarzysta, klawiszowiec, kompozytor i autor tekstów, lider zespołu Underworld
  - Phil Mahre, amerykański narciarz alpejski
  - Steve Mahre, amerykański narciarz alpejski
  - Bruce Penhall, amerykański żużlowiec, aktor
  - Sid Vicious, brytyjski basista, członek zespołu Sex Pistols (zm. 1979)
- 11 maja:
  - Peter North, kanadyjski aktor, scenarzysta, reżyser i producent filmowy
  - Taras Wozniak, ukraiński informatyk, tłumacz, dziennikarz, politolog, kulturoznawca
- 12 maja:
  - Tonio Borg, maltański prawnik, polityk
  - Andrzej Kałucki, polski witrażysta
  - Goran Knežević, serbski koszykarz, działacz sportowy, przedsiębiorca, samorządowiec, polityk
  - Béatrice Patrie, francuski prawnik, polityk
- 13 maja:
  - Alan Ball, amerykański aktor, reżyser i scenarzysta filmowy
  - Luca Di Fulvio, włoski pisarz (zm. 2023)
  - Claudie Haigneré, francuska lekarka, astronautka, polityk
  - Mar Roxas, filipiński polityk
  - Kōji Suzuki, japoński pisarz
  - Stefano Tacconi, włoski piłkarz, bramkarz
- 14 maja:
  - Jukka Ikäläinen, fiński piłkarz, trener
  - Marino Lejarreta, hiszpański kolarz szosowy
- 15 maja:
  - Clark Davis, kanadyjski zapaśnik
  - Juan José Ibarretxe, baskijski polityk, prezydent Kraju Basków
  - Małgorzata Luksemburska, księżna Liechtensteinu
  - Norbert Növényi, węgierski zapaśnik
  - Wiesław Suchowiejko, polski polityk, samorządowiec, poseł na Sejm RP
- 16 maja:
  - Tomek Bartoszyński, polsko-amerykański matematyk
  - Joan Benoit, amerykańska lekkoatletka, maratonka
  - Piotr Gadzinowski, polski dziennikarz, publicysta, polityk, poseł na Sejm RP
  - Antonio Maceda, hiszpański piłkarz, trener
  - Adriana-Doina Pană, rumuńska polityk
  - Jurij Szewczuk, rosyjski muzyk, poeta
- 17 maja:
  - Wilfried Hannes, niemiecki piłkarz, trener
  - Peter Høeg, duński pisarz
  - Kazimierz Rozwałka, polski producent filmowy
- 18 maja:
  - Herbert Bauch, niemiecki bokser
  - Michael Cretu, rumuński muzyk, kompozytor, producent muzyczny
  - Leszek Dziarek, polski perkusista, kompozytor, wokalista, autor tekstów, aranżer
  - Janusz Petelski, polski aktor, scenarzysta i reżyser filmowy
  - Bogdan Zdrojewski, polski samorządowiec, polityk, prezydent Wrocławia, poseł na Sejm i senator RP, minister kultury i dziedzictwa narodowego, eurodeputowany
- 19 maja:
  - Joseph Atiyeh, syryjski zapaśnik
  - Joseph Banga, kongijski duchowny katolicki, biskup Buty
  - Barbara Gawryluk, polska dziennikarka, autorka książek dla dzieci, tłumaczka
  - Danuta Jazłowiecka, polska polityk, eurodeputowana
  - Bill Laimbeer, amerykański koszykarz, trener
  - James Reyne, australijski piosenkarz, autor tekstów, aktor
  - Henk Wisman, holenderski piłkarz, trener
- 20 maja:
  - Piotr Michalik, polski zapaśnik
  - Yoshihiko Noda, japoński polityk, premier Japonii
  - Vladimír Palko, słowacki matematyk, polityk
  - Lucélia Santos, brazylijska aktorka, reżyserka i producentka filmowa
  - Dubravka Šuica, chorwacka działaczka samorządowa, polityk
  - Mykoła Trubaczow, ukraiński piłkarz, trener pochodzenia rosyjskiego
  - Wiesław Wenz, polski duchowny katolicki, profesor nauk teologicznych, kanonista (zm. 2024)
- 21 maja:
  - Vasjan Lami, albański aktor
  - Martin Penc, czeski kolarz szosowy i torowy
  - Luc Ravel, francuski duchowny katolicki, arcybiskup Strasburga
  - Judge Reinhold, amerykański aktor, producent filmowy
  - Joanis Sarmas, grecki prawnik
  - Zbigniew Trybuła, polski fizyk, profesor, senator RP
  - Susan Woodstra, amerykańska siatkarka
- 22 maja:
  - Shinji Morisue, japoński gimnastyk sportowy
  - Lisa Murkowski, amerykańska polityk pochodzenia polsko-irlandzkiego
- 23 maja:
  - Mark Arnold, amerykański aktor
  - Jean-François Jalkh, francuski samorządowiec, polityk
  - Lars Sponheim, norweski polityk
- 24 maja:
  - Angelika Beer, niemiecka polityk
  - Joanna Białek, polska śpiewaczka operowa (sopran), aktorka (zm. 2011)
  - Walter Moers, niemiecki pisarz, autor komiksów, malarz
  - Tadeusz Wibig, polski fizyk
- 25 maja:
  - Manuel Bilches, argentyński trener piłkarski
  - Éder, brazylijski piłkarz
  - Mark McGhee, szkocki piłkarz, trener
  - Agata Tuszyńska, polska pisarka, poetka, reportażystka
- 26 maja:
  - Mary Flora Bell, brytyjska morderczyni
  - Wasilij Fomin, rosyjski zapaśnik (zm. 2024)
  - Patria Jiménez, meksykańska polityczka
  - Roberto Ravaglia, włoski kierowca wyścigowy
  - Jan Smarduch, polski polityk samorządowy
  - Charles Van Eman, amerykański aktor, reżyser, scenarzysta i producent filmowy
- 27 maja:
  - Dag Terje Andersen, norweski polityk
  - Mike Dunlap, amerykański trener koszykówki
  - Chelsea Field, amerykańska aktorka, tancerka
  - Bruce Furniss, amerykański pływak
  - Nitin Gadkari, indyjski polityk
  - Duncan Goodhew, brytyjski pływak
  - David Greenwood, amerykański koszykarz (zm. 2025)
  - Magdalena Kuta, polska aktorka
  - Siouxsie Sioux, brytyjska wokalistka, członkini zespołów: Siouxsie and the Banshees i The Creatures(inne języki)
- 28 maja:
  - Leah Ayres, amerykańska aktorka
  - Véronique Brouquier, francuska florecistka
  - Kirk Gibson, amerykański baseballista
  - Karin Hänel, niemiecka lekkoatletka, skoczkini w dal
  - Klaus Lindenberger, austriacki piłkarz, bramkarz
  - Antonio López Habas, hiszpański piłkarz
  - Frank Schätzing, niemiecki pisarz
- 29 maja:
  - Jerzy Ferdynand Adamski, polski historyk, samorządowiec, wójt gminy Dydnia
  - Martín Caparrós, argentyński pisarz, dziennikarz
  - Jeb Hensarling, amerykański polityk, kongresmen
  - Ted Levine, amerykański aktor
- 30 maja:
  - Oksana Biłozir, ukraińska wokalistka, dyplomatka, polityk
  - Hieronim Grala, polski historyk
- 31 maja:
  - Gabriel Barylli, austriacki aktor, reżyser i scenarzysta filmowy
  - Thom Brennan, amerykański kompozytor i wykonawca muzyki elektronicznej
  - Sidi Muhammad uld Bubakar, mauretański dyplomata, polityk, premier Mauretanii
  - Leszek Kaczmarek, polski biolog molekularny
  - Kyle Secor, amerykański aktor
- 1 czerwca:
  - Tullio Avoledo, włoski pisarz science fiction
  - Dorota Kędzierzawska, polska reżyserka i scenarzystka filmowa
  - Yasuhiro Yamashita, japoński judoka
- 2 czerwca:
  - Mark Lawrenson, irlandzki piłkarz
  - Jacek Leociak, polski literaturoznawca
  - Valeria Răcilă, rumuńska wioślarka
  - Roberto Visentini, włoski kolarz szosowy
- 3 czerwca:
  - Jesús Tirso Blanco, argentyński duchowny katolicki, biskup Lwena (zm. 2022)
  - Biagio Colaianni, włoski duchowny katolicki, arcybiskup metropolita Campobasso-Boiano
  - Ingrid Eberle, austriacka narciarka alpejska
  - Clive Mantle, brytyjski aktor
  - Matt Vogel, amerykański pływak
- 4 czerwca:
  - Sue Hodge, brytyjska aktorka
  - Peter Houtman, holenderski piłkarz
  - Mirosław Kowalczyk, polski aktor (zm. 2023)
  - Olek Mincer, polski aktor pochodzenia żydowskiego
  - John Treacy, irlandzki lekkoatleta, długodystansowiec
- 5 czerwca:
  - José María Gil Tamayo, hiszpański duchowny katolicki, biskup Avili
  - Rafał Habielski, polski historyk, prasoznawca
  - Wayne Kirkpatrick, kanadyjski duchowny katolicki, biskup pomocniczy Toronto
  - Eduard Makri, albański aktor, reżyser i scenarzysta filmowy
  - Enrico Ruggeri, włoski piosenkarz, kompozytor, prezenter telewizyjny
- 6 czerwca:
  - Enrico Giovannini, włoski ekonomista, urzędnik państwowy
  - Aleksandr Majorow, rosyjski kombinator norweski
  - Radosław Markowski, polski socjolog, politolog, nauczyciel akademicki, publicysta
- 7 czerwca:
  - Juan Luís Guerra, dominikański piosenkarz, muzyk, autor tekstów, producent muzyczny
  - Aleksandr Marszał, rosyjski basista, wokalista, autor tekstów, członek zespołu Gorky Park
  - Petr Němec, czeski piłkarz, trener
  - Jiří Ondra, czeski piłkarz
  - Wiesława Ryłko, polska hokeistka na trawie
  - Paulo Vitor, brazylijski piłkarz, bramkarz
- 8 czerwca:
  - Elżbieta Achinger, polska polityk, samorządowiec, posłanka na Sejm RP
  - Scott Adams, amerykański rysownik
  - Jorge Higuaín, argentyński piłkarz
- 9 czerwca – T.D. Jakes, protestancki biskup, amerykański teleewangelista
- 10 czerwca:
  - Adam Bauman, polski aktor
  - Romuald Cichoń, polski kardiochirurg
  - Andrzej Gargaś, polski związkowiec, polityk, poseł na Sejm RP
  - Gary Gordon, kanadyjski duchowny katolicki, biskup Victorii
  - Lindsay Hoyle, brytyjski polityk, spiker Izby Gmin
  - Gediminas Vagnorius, litewski polityk, premier Litwy
- 11 czerwca:
  - Gianfranco Dalla Barba, włoski szablista (zm. 2024)
  - Thom de Graaf, holenderski samorządowiec, polityk
  - Mirosław Koźlakiewicz, polski przedsiębiorca, polityk, poseł na Sejm RP
  - Tomasz Niegodzisz, polski urzędnik państwowy i dyplomata
  - Ammar Souayah, tunezyjski piłkarz, trener
- 12 czerwca:
  - Timothy Busfield, amerykański aktor, reżyser i producent filmowy
  - Geetanjali Shree, indyjska pisarka, laureatka International Booker Prize
  - David Thomson, kanadyjski przedsiębiorca, multimiliarder
  - Wołodymyr Kobzariew, ukraiński piłkarz
- 13 czerwca:
  - Michał Bajor, polski piosenkarz, aktor
  - Aleksander Broda, polski historyk sztuki
  - Roy Cooper, amerykański polityk
  - Rinat Dasajew, rosyjski piłkarz, bramkarz pochodzenia tatarskiego
  - Małgorzata Drozd, polska aktorka
  - Andrzej Morozowski, polski dziennikarz
  - Anke Weigt, niemiecka lekkoatletka, skoczkini w dal
- 14 czerwca:
  - Chad Cromwell, amerykański perkusista
  - Piotr Hanuszkiewicz, polski reżyser filmowy
  - Carina Ohlsson, szwedzka polityk
  - Siergiej Żełanow, rosyjski lekkoatleta, wieloboista
- 15 czerwca:
  - Maxi Jazz, brytyjski wokalista, członek zespołu Faithless (zm. 2022)
  - Tomasz Raczek, polski krytyk filmowy, publicysta, wydawca, autor programów telewizyjnych i radiowych
- 16 czerwca:
  - Ian Buchanan, szkocki aktor
  - Adri van Tiggelen, holenderski piłkarz, trener
  - Wasyl Wowkun, ukraiński aktor, polityk
- 17 czerwca
  - Jon Gries, amerykański aktor, producent i reżyser
  - Phyllida Lloyd, brytyjska reżyserka teatralna, telewizyjna i filmowa
  - Jolanta Nowińska, polska aktorka
- 18 czerwca:
  - Ralph Brown, brytyjski aktor
  - Robert Anthony Daniels, kanadyjski duchowny katolicki, biskup Grand Falls
  - Irene Epple, niemiecka narciarka alpejska
  - Miguel Ángel Lotina, hiszpański piłkarz, trener
  - Richard Powers, amerykański pisarz
- 19 czerwca:
  - Trent Franks, amerykański polityk
  - Marek Kostrzewa, polski piłkarz
  - Anna Lindh, szwedzka polityk (zm. 2003)
- 20 czerwca:
  - Dariusz Kłeczek, polski lekarz, polityk, senator i poseł na Sejm RP
  - Dorota Kolak, polska aktorka
- 21 czerwca:
  - Nino d’Angelo, włoski piosenkarz
  - Jon Lovitz, amerykański aktor, komik
  - Grzegorz Pawłowski, polski aktor
  - Luis Antonio Tagle, filipiński duchowny katolicki, arcybiskup Manili, kardynał
  - Krzysztof Żuk, polski ekonomista, samorządowiec, prezydent Lublina
- 22 czerwca:
  - Dorota Bidołach, polska strzelczyni sportowa
  - George Brandis, australijski prawnik, polityk
  - Piotr Grochmalski, polski politolog, dziennikarz, korespondent wojenny
  - Meglena Kunewa, bułgarska polityk
- 23 czerwca:
  - Jean-François Domergue, francuski piłkarz
  - Cresent Hardy, amerykański polityk
  - Charly In-Albon, francuski piłkarz
  - Jean-Luc Laurent, francuski samorządowiec, polityk (zm. 2024)
  - Frances McDormand, amerykańska aktorka
- 24 czerwca:
  - Płamen Nikołow, bułgarski piłkarz, trener
  - Mark Parkinson, amerykański polityk
  - Harry Schüssler, szwedzki szachista
  - Jolanta Szczypińska, polska pielęgniarka, polityk, poseł na Sejm RP (zm. 2018)
- 25 czerwca:
  - William Goh, singapurski duchowny katolicki, arcybiskup Singapuru
  - Reggie Johnson, amerykański koszykarz
  - Dieter Kalka, niemiecki poeta, prozaik, tłumacz, autor piosenek i sztuk teatralnych, tłumacz
- 26 czerwca:
  - Philippe Couillard, kanadyjski neurochirurg, polityk
  - Nelli Rokita, polska polityk pochodzenia niemieckiego, poseł na Sejm RP
  - Patty Smyth, amerykańska piosenkarka
- 27 czerwca:
  - Gabriella Dorio, włoska lekkoatletka, biegaczka średniodystansowa
  - Erik Hamrén, szwedzki piłkarz, trener
  - Geir Ivarsøy, norweski informatyk (zm. 2006)
  - Karlheinz Kopf, austriacki przedsiębiorca, polityk
- 28 czerwca:
  - Georgi Pyrwanow, bułgarski polityk, prezydent Bułgarii
  - Mike Skinner, amerykański kierowca wyścigowy
- 29 czerwca:
  - Barbara Allende, hiszpańska fotografka, projektantka okładek (zm. 2022)
  - Sławomir Chabiński, polski lekarz, poseł na Sejm RP
  - Maria Conchita Alonso, amerykańska aktorka, piosenkarka pochodzenia kubańskiego
  - Gurbanguly Berdimuhamedow, turkmeński lekarz, polityk, prezydent Turkmenistanu
  - Krzysztof Bielski, polski lekarz, poeta
  - Patrick Bornhauser, francuski kierowca wyścigowy
  - Leslie Browne, amerykańska tancerka, aktorka
- 30 czerwca:
  - Josef Graf, niemiecki duchowny katolicki, biskup pomocniczy Ratyzbony
  - Andrzej Małysiak, polski hokeista
  - Silvio Orlando, włoski aktor
  - Doug Sampson, brytyjski perkusista, członek zespołu Iron Maiden
  - Andrzej Wojtczak, polski chemik
- 1 lipca:
  - Pierre Laurent, francuski polityk komunistyczny, dziennikarz
  - Konrad Napierała dziennikarz, polityk, poseł na Sejm RP
  - Aleksandr Sawin, rosyjski siatkarz
- 2 lipca:
  - Paulo Casaca, portugalski polityk
  - Krzysztof Czacharowski, polski poeta
  - Bret Hart, kanadyjski wrestler
  - Aleksandra Jakowlewa, rosyjska aktorka (zm. 2022)
  - José Melitón Chávez, argentyński duchowny katolicki, biskup Añatuya (zm. 2021)
- 3 lipca:
  - Krzysztof Grzelczyk, polski polityk, wojewoda dolnośląski
  - Andrzej Myśliwiec, polski hokeista na trawie, trener
  - Michele Soavi, włoski aktor, reżyser i scenarzysta filmowy
  - Lieve Wierinck, belgijska i flamandzka działaczka samorządowa, polityk
- 4 lipca:
  - Lars Barfoed, duński prawnik, polityk
  - Rein Lang, estoński polityk
  - Pitof, francuski twórca efektów specjalnych, reżyser filmowy
  - Krzysztof Putra, polski polityk, wicemarszałek Senatu i Sejmu RP (zm. 2010)
  - Richard Stika, amerykański duchowny katolicki pochodzenia czesko-polskiego, biskup Knoxville
- 5 lipca:
  - Tom Levorstad, norweski skoczek narciarski
  - Kausea Natano, premier Tuvalu
  - Mathias Reichhold, austriacki rolnik, polityk
  - Carlo Thränhardt, niemiecki lekkoatleta, skoczek wzwyż
- 6 lipca – Gustaw Cieślar, polski duchowny baptystyczny, przewodniczący Rady Kościoła Chrześcijan Baptystów w RP
- 7 lipca:
  - Rosa Aguilar, hiszpańska prawniczka, działaczka samorządowa, polityk
  - Witold Horwath, polski pisarz, scenarzysta filmowy
  - Andreas Petermann, niemiecki kolarz szosowy
  - Krzysztof Śmieja, polski polityk, prawnik, poseł na Sejm RP
  - Jerry Weller, amerykański polityk
  - Andrzej Zarębski, polski dziennikarz, polityk, poseł na Sejm RP, rzecznik prasowy rządu (zm. 2023)
- 8 lipca – Wanda Kwietniewska, polska wokalistka, członkini zespołów: Lombard i Wanda i Banda
- 9 lipca:
  - Marc Almond, brytyjski wokalista, kompozytor, członek zespołu Soft Cell, aktor
  - Siw Karlström, szwedzka lekkoatletka, chodziarka
  - Kelly McGillis, amerykańska aktorka
  - Jim Paxson, amerykański koszykarz
  - Joe Vásquez, amerykański katolicki pochodzenia meksykańskiego, biskup Austin
- 10 lipca:
  - Andrzej Dopierała, polski aktor
  - Antoni Kowalski, polski malarz, grafik
  - Dariusz Miliński, polski malarz, plakacista, scenograf
- 11 lipca:
  - Peter Murphy, brytyjski wokalista, członek zespołu Bauhaus
  - Michael Rose, jamajski wykonawca muzyki reggae i dancehall
- 12 lipca:
  - Rick Husband, amerykański pilot wojskowy, inżynier, astronauta (zm. 2003)
  - Paweł (Petrow), bułgarski biskup prawosławny (zm. 2024)
  - Ryszard Szuster, polski działacz piłkarski, urzędnik państwowy
  - Adolfo Urso, włoski polityk i dziennikarz
  - Héctor Zelaya, honduraski piłkarz
- 13 lipca:
  - Thierry Boutsen, belgijski kierowca wyścigowy
  - Cameron Crowe, amerykański reżyser i scenarzysta filmowy
  - Jane Hamilton, amerykańska pisarka
  - Mirosław Kluk, polski samorządowiec, burmistrz Pełczyc
  - Phil Margera, amerykańska osobowość telewizyjna
  - Ireneusz Mazur, polski siatkarz, trener
- 14 lipca:
  - Arthur Albiston, szkocki piłkarz
  - Iwan Kolew, bułgarski piłkarz, trener
  - Szymon Niemiec, polski lekarz, polityk, poseł na Sejm RP
- 15 lipca:
  - Ľubomír Vážny, słowacki inżynier, polityk
  - Marek Zybura, polski historyk literatury i kultury, komparatysta, tłumacz
- 16 lipca:
  - Rimantas Dagys, litewski chemik, polityk
  - Alan Donnelly, brytyjski polityk
  - Faye Grant, amerykańska aktorka
  - Konrad Kornatowski, polski prawnik, prokurator, były komendant główny Policji
  - Aleksandra Marinina, rosyjska pisarka
  - Adam Robak, polski florecista
  - Włodzimierz Smolarek, polski piłkarz (zm. 2012)
- 17 lipca:
  - Marija Arbatowa, rosyjska dziennikarka, pisarka, feministka, polityk
  - Fabio Dal Zotto, włoski florecista, szpadzista
  - Aleksandr Pietrow, rosyjski animator, reżyser filmów animowanych
- 18 lipca:
  - José Pedro Aguiar-Branco, portugalski prawnik, samorządowiec, polityk
  - Katarzyna Grochola, polska pisarka, dziennikarka
  - Jan Jałocha, polski piłkarz
- 19 lipca:
  - Rut Bízková, czeska inżynier, urzędniczka państwowa i polityk, minister środowiska
  - Martin Cross, brytyjski wioślarz
  - Włodzimierz Juszczak, polski duchowny greckokatolicki, biskup eparchii wrocławsko-gdańskiej
  - Andrej Urlep, słoweński koszykarz, trener
- 20 lipca:
  - Erwin Fassbind, szwajcarski bobsleista
  - Kumiko Kaori, japońska piosenkarka
  - Volker Winkler, niemiecki kolarz torowy i szosowy
- 21 lipca:
  - Anna Bitner-Wróblewska, polska archeolog
  - Wiktor Daraszkiewicz, polski gitarzysta i kompozytor
  - Nicola Girasoli, włoski duchowny katolicki, arcybiskup, nuncjusz apostolski
  - Rumiana Goczewa, bułgarska szachistka
  - Jan Kulas, polski samorządowiec, polityk, poseł na Sejm RP
  - Stefan Löfven, szwedzki związkowiec, polityk, premier Szwecji
- 22 lipca:
  - Andrzej Boreyko, polsko-rosyjski dyrygent
  - Zbigniew Nowosadzki, polski malarz
  - Sjaak Pieters, holenderski kolarz torowy
  - Takashi Watanabe, japoński reżyser filmów anime
- 23 lipca:
  - Nikos Galis, grecki koszykarz
  - Olav Hansson, norweski skoczek narciarski
  - Mario Russotto, włoski duchowny katolicki, biskup Caltanissetty
  - Larry Stefanki, amerykański tenisista, trener
  - Quentin Willson, brytyjski dziennikarz, prezenter telewizyjny, ekspert motoryzacyjny
- 24 lipca:
  - Shavkat Mirziyoyev, uzbecki polityk, prezydent Uzbekistanu
  - Piotr Stanke, polski przedsiębiorca, polityk, poseł na Sejm RP
- 25 lipca:
  - Pavol Abrhan, słowacki polityk
  - Bogdan Musiol, niemiecki bobsleista pochodzenia polskiego
  - Steve Podborski, kanadyjski narciarz alpejski pochodzenia polskiego
  - Aleksander Posacki, polski jezuita, teolog, filozof
  - Santiago Sánchez Sebastián, hiszpański duchowny katolicki, biskup, prałat terytorialny Lábrea
- 26 lipca:
  - Mette Bock, duńska politolog, dziennikarka, polityk
  - Nick de Firmian, amerykański szachista
  - Hart Hanson, amerykański scenarzysta i producent filmowy
  - Liene Liepiņa, łotewska polityk
  - Mark Norell, amerykański paleontolog
  - Nana Visitor, amerykańska aktorka
  - Marek Węglarski, polski aktor
- 27 lipca:
  - Gérald Lacroix, kanadyjski duchowny katolicki, arcybiskup Quebecu, prymas Kanady, kardynał
  - Barbara Lauks, polska aktorka
  - Hansi Müller, niemiecki piłkarz
  - Gunter Schmieder, niemiecki kombinator norweski
- 28 lipca:
  - Anatol (Hładky), ukraiński biskup prawosławny
  - Marie Nagy, belgijska polityk pochodzenia węgiersko-kolumbijskiego
  - David Shearer, nowozelandzki polityk
- 29 lipca:
  - Diana DeGette, amerykańska polityk, kongreswoman
  - Nelli Kim, kazachska gimnastyczka sportowa
  - Fumio Kishida, japoński polityk, premier Japonii
  - Andrzej Sękowski, polski psycholog
  - Ulrich Tukur, niemiecki aktor, muzyk
- 30 lipca:
  - Bill Cartwright, amerykański koszykarz, trener
  - Clint Hurdle, amerykański baseballista, menedżer
  - Andreas Krause, niemiecki piłkarz
  - Nery Pumpido, argentyński piłkarz, bramkarz, trener
  - Philip Quast, australijski aktor musicalowy
- 31 lipca:
  - Franciszek Borkowski, polski szachista
  - Irina Nazarowa, rosyjska lekkoatletka, sprinterka
- 1 sierpnia:
  - Göran Arnberg, szwedzki piłkarz
  - Inaki Irazabalbeitia, baskijski chemik, pisarz, polityk
  - Yoshio Katō, japoński piłkarz
  - Ungulani Ba Ka Khosa, mozambicki pisarz
  - Jarosław Sypniewski, polski reżyser i operator filmowy
  - Jan Szopiński, polski samorządowiec wicemarszałek województwa kujawsko-pomorskiego
- 2 sierpnia:
  - Ashley Grimes, irlandzki piłkarz
  - Ángel Herrera Vera, kubański bokser
  - Alamara Nhassé, gwinejski agronom, polityk, Gwinei Bissau
  - Jacky Rosen, amerykańska polityk, senator
  - Piotr Świtalski, polski polityk, dyplomata
- 3 sierpnia:
  - Stanisław Olszański, polski generał brygady
  - Bodo Rudwaleit, niemiecki piłkarz, bramkarz
  - László Szigeti, słowacki nauczyciel, polityk pochodzenia węgierskiego (zm. 2022)
  - Krzysztof Turowiecki, polski poeta, animator kultury
- 4 sierpnia:
  - Rob Andrews, amerykański polityk
  - Olaf Beyer, niemiecki lekkoatleta, średniodystansowiec
  - Hilbert van der Duim, holenderski łyżwiarz szybki
  - Andrzej Dylewski, polski perkusista
  - Ivanas Romanovas, litewski kolarz szosowy i torowy pochodzenia rosyjskiego
  - Valdis Valters, łotewski koszykarz
  - John Wark, szkocki piłkarz
- 5 sierpnia:
  - Shigeru Ban, japoński architekt
  - Clayton Rohner, amerykański aktor
  - Wanda Roman, polska historyk
- 6 sierpnia:
  - Lubow Gurina, rosyjska lekkoatletka, biegaczka średniodystansowa
  - Jim McGreevey, amerykański polityk
- 7 sierpnia:
  - Paul Dini, amerykański scenarzysta i twórca komiksów
  - Aleksandr Ditiatin, rosyjski gimnastyk
  - Zdenka Kramplová, słowacka polityk
  - Ryszard Kulesza, polski historyk
- 8 sierpnia:
  - Hervé Dubuisson, francuski koszykarz, trener
  - Roberto Rojas, chilijski piłkarz, bramkarz
  - Andrzej Siemieniewski, polski duchowny katolicki, biskup legnicki
  - Carlos Trucco, boliwijski piłkarz, bramkarz, trener pochodzenia argentyńskiego
- 9 sierpnia:
  - Tomasz Budyta, polski aktor
  - Paul Frommelt, liechtensteiński narciarz alpejski
  - Melanie Griffith, amerykańska aktorka
  - Zdeněk Ščasný, czeski piłkarz, trener
- 10 sierpnia:
  - Ronald Borchers, niemiecki piłkarz, trener (zm. 2024)
  - Xu Haifeng, chiński strzelec sportowy, trener
- 11 sierpnia:
  - Richie Ramone, amerykański perkusista, członek zespołu Ramones
  - Ian Stuart, brytyjski wokalista, członek zespołu Skrewdriver (zm. 1993)
- 12 sierpnia:
  - Isaac de Bankolé, francusko-amerykański aktor pochodzenia iworyjskiego
  - Ignatius Chama, zambijski duchowny katolicki, arcybiskup Kasamy
  - Anatol Jurewicz, białoruski trener piłkarski
  - Stanisław Lamczyk, polski przedsiębiorca, polityk, poseł na Sejm RP
  - Ulrich Neymeyr, niemiecki duchowny katolicki, biskup Erfurtu
- 13 sierpnia:
  - David Crane, amerykański scenarzysta i producent telewizyjny
  - Fajsal ad-Dachil, kuwejcki piłkarz
  - Carlo Massullo, włoski pięcioboista nowoczesny
- 14 sierpnia:
  - José Coronado, hiszpański aktor
  - Peter Costello, australijski polityk
  - Rafał Delekta, polski dyrygent
  - Tony Moran, amerykański aktor
  - Dani Rodrik, turecki ekonomista, wykładowca akademicki
  - Frits Schalij, holenderski łyżwiarz szybki
  - Alfred Wierzbicki, polski duchowny katolicki, teolog, etyk
- 15 sierpnia:
  - Bojan Bazelli, czarnogórski operator filmowy, reżyser wideoklipów
  - Lương Cường, wietnamski polityk, prezydent Wietnamu
  - Bronisław Dutka, polski samorządowiec, polityk, poseł na Sejm RP
  - Željko Ivanek, słoweńsko-amerykański aktor
  - Ryszard Prostak, polski koszykarz
  - Piotr Przytocki, polski samorządowiec, prezydent Krosna
- 16 sierpnia:
  - Tim Farriss, australijski gitarzysta, członek zespołu INXS
  - Laura Innes, amerykańska aktorka, reżyserka
  - Terje Kojedal, norweski piłkarz
  - Philip Murphy, amerykański polityk, gubernator stanu New Jersey
  - Jerzy Pieniążek, polski polityk, senator RP i eurodeputowany
- 17 sierpnia:
  - James Donaldson, brytyjski koszykarz
  - Nina Gocławska, polska tancerka, aktorka, prezenterka telewizyjna (zm. 2009)
  - Ricardo Mollo, argentyński piosenkarz
  - Jacek Żakowski, polski dziennikarz, publicysta
- 18 sierpnia:
  - Carole Bouquet, francuska aktorka, modelka, reżyserka, scenarzystka
  - Jadwiga Kotnowska, polska flecistka
  - Denis Leary, amerykański aktor, komik, reżyser, scenarzysta i producent filmowy
  - Javier Moracho, hiszpański lekkoatleta, płotkarz
  - Harald Schmidt, niemiecki aktor, satyryk, prezenter telewizyjny
  - Tan Dun, chiński kompozytor muzyki filmowej
- 19 sierpnia:
  - Rudolf Bommer, niemiecki piłkarz, trener
  - Martin Donovan, amerykański aktor
  - Mary Jo Eustace, kanadyjska aktorka
  - Javier Lambán, hiszpański polityk, prezydent Aragonii (zm. 2025)
  - Cesare Prandelli, włoski piłkarz, trener
  - Márta Sebestyén, węgierska wokalistka folkowa, kompozytorka, aktorka
- 20 sierpnia:
  - Oscar Arizaga, peruwiański piłkarz (zm. 2023)
  - Simon Donaldson, brytyjski matematyk
  - Wiesław Domański, polski rzeźbiarz, malarz
  - Stanisław Dowlaszewicz, polski duchowny katolicki, franciszkanin, biskup pomocniczy w Santa Cruz w Boliwii
  - Marek Hałub, polski filolog
  - Mary Stavin, szwedzka aktorka, modelka, zdobywczyni tytułu Miss World
- 21 sierpnia:
  - Axel Breitung, niemiecki muzyk, kompozytor, producent muzyczny, członek zespołu Silent Circle
  - John Howe, kanadyjski ilustrator książek
  - Jan Szostak, polski samorządowiec, prezydent Ostrowca Świętokrzyskiego
  - Bernard Zénier, francuski piłkarz
- 22 sierpnia:
  - Hiltrud Breyer, niemiecka polityk
  - Genowefa Błaszak, polska lekkoatletka, sprinterka
  - Andrzej Boreyko, polsko-rosyjski dyrygent
  - Steve Davis, angielski snookerzysta
- 23 sierpnia:
  - Radosław Gawlik, polski ekolog, polityk, poseł na Sejm RP
  - Anastasios Mitropulos, grecki piłkarz
- 24 sierpnia:
  - Stephen Fry, brytyjski aktor, komik, reżyser, pisarz
  - Sergio Lira, meksykański piłkarz
  - Norbert Trieloff, niemiecki piłkarz
- 25 sierpnia:
  - Christer Björkman, szwedzki piosenkarz, producent telewizyjny
  - Lizardo Garrido, chilijski piłkarz
  - Luís Marques Guedes, portugalski prawnik, polityk
  - Simon McBurney, brytyjski aktor, reżyser teatralny
  - Grzegorz Skrzecz, polski bokser, aktor niezawodowy (zm. 2023)
  - Paweł Skrzecz, polski bokser
  - Krzysztof Załęski, polski generał dywizji
- 26 sierpnia:
  - Lidia Bogaczówna, polska aktorka
  - Dr Alban, szwedzki piosenkarz pochodzenia nigeryjskiego
  - Dominique Dupuy, francuski kierowca wyścigowy
  - Mariusz Łapiński, polski lekarz kardiolog, polityk, minister zdrowia
  - Christian Schmidt, niemiecki prawnik, polityk
  - Renato Soru, włoski przedsiębiorca, polityk
- 27 sierpnia:
  - Marek Dyduch, polski polityk, poseł na Sejm RP
  - Anna Janko, polska poetka, pisarka, felietonistka, krytyk literacki
  - Jarosław Kweclich, polski malarz, pedagog
  - Tadeusz Sławecki, polski nauczyciel, polityk, poseł na Sejm RP
  - Wiljon Vaandrager, holenderska wioślarka
- 28 sierpnia:
  - Wiktor Christienko, rosyjski polityk, p.o. premiera Rosji
  - Ivo Josipović, chorwacki muzyk, polityk, prezydent Chorwacji
  - Stepan Jurczyszyn, ukraiński piłkarz, trener
  - Bogusław Karakula, polski samorządowiec, burmistrz Sokołowa Podlaskiego
  - Christoph Werner Konrad, niemiecki polityk
  - Rick Rossovich, amerykański aktor pochodzenia chorwacko-włoskiego
  - Daniel Stern, amerykański aktor pochodzenia żydowskiego
  - Ai Weiwei, chiński artysta, kurator i architekt
- 29 sierpnia:
  - Jerzy Borkowski, polski przedsiębiorca, polityk, poseł na Sejm RP
  - Grzegorz Ciechowski, polski muzyk, wokalista, kompozytor, autor tekstów, lider zespołu Republika (zm. 2001)
  - Sergiusz (Iwannikow), rosyjski biskup prawosławny
  - Zbigniew Kruszyński, polski pisarz
  - Roman Ludwiczuk, polski socjolog, działacz sportowy, samorządowiec, polityk, senator RP
  - Shirō Sagisu, japoński kompozytor, producent muzyczny
- 30 sierpnia
  - Luis María Atienza, hiszpański i baskijski ekonomista, polityk
  - Abigail Fisher, amerykańska narciarka alpejska
- 31 sierpnia:
  - Aki Karvonen, fiński biegacz narciarski
  - Stefan Strzałkowski, polski nauczyciel, samorządowiec, polityk, burmistrz Białogardu, poseł na Sejm RP (zm. 2019)
  - Erikas Tamašauskas, litewski samorządowiec, polityk
- 1 września:
  - Miriam Aleksandrowicz, polska aktorka głosowa, reżyserka dubbingu (zm. 2023)
  - Mohammad Ali Dżafari, irański generał major
  - Gloria Estefan, amerykańska piosenkarka pochodzenia kubańskiego
  - Duško Ivanović, czarnogórski koszykarz, trener
  - Gabriel Leon Kamiński, polski poeta, dziennikarz, księgarz, wydawca
  - Sylwester Szefer, polski dziennikarz, pisarz
- 2 września:
  - Ingrid Auerswald, niemiecka lekkoatletka, sprinterka
  - Henryk Gruth, polski hokeista
  - Blanca Ovelar, paragwajska polityk
  - Steve Porcaro, amerykański klawiszowiec, kompozytor, członek zespołu Toto
- 3 września:
  - Salvatore Cicu, włoski prawnik, polityk
  - Earl Cureton, amerykański koszykarz, trener (zm. 2024)
  - Erhan Önal, turecki piłkarz (zm. 2021)
  - Steve Schirripa, amerykański aktor
- 4 września:
  - Khandi Alexander, amerykańska aktorka
  - Dorota Lubowicka, polska lekkoatletka, wieloboistka
  - Patricia Tallman, amerykańska aktorka
- 5 września:
  - Zdzisław Adamowicz, polski siatkarz
  - Luís Marques Mendes, portugalski prawnik, samorządowiec, polityk
  - Dariusz Szczubiał, polski koszykarz, trener
- 6 września:
  - Ali Diwandari, iracki rysownik, karykaturzysta, malarz, rzeźbiarz
  - Anna Hubáčková, czeska polityk, senator, minister
  - Michaëlle Jean, kanadyjska dziennikarka, polityk, gubernator generalna Kanady
  - Czesław Radwański, polski hokeista, trener, działacz sportowy
  - José Sócrates, portugalski polityk, premier Portugalii
  - Dorota Sumińska, polska lekarz weterynarii
- 7 września:
  - Ewa Kasprzyk, polska lekkoatletka, sprinterka
  - John McInerney, brytyjski wokalista, członek zespołu Bad Boys Blue
  - Iskra Michajłowa, bułgarska polityk
  - J. Smith-Cameron, amerykańska aktorka
- 8 września:
  - Maciej Kozłowski, polski aktor (zm. 2010)
  - Zoltán Mucsi, węgierski aktor
  - Oscar Nkolo, kongijski duchowny katolicki, biskup Mweka
  - Heather Thomas, amerykańska aktorka, scenarzystka, aktywistka polityczna
- 9 września:
  - Bożena Bednarek-Michalska, polska nauczycielka i bibliotekarka (zm. 2021)
  - Šefik Džaferović, bośniacki polityk, przewodniczący Prezydium Bośni i Hercegowiny
  - Pierre-Laurent Aimard, francuski pianista, pedagog
  - Mirosław Majka, polski samorządowiec, starosta świdwiński
  - Gabriele Tredozi, włoski inżynier i projektant Formuły 1
- 10 września:
  - Carol Decker(inne języki), brytyjska wokalistka, autorka tekstów, członkini zespołu T’Pau
  - Paweł Huelle, polski pisarz (zm. 2023)
  - Andreï Makine, francuski pisarz pochodzenia rosyjskiego
  - Bożena Rybicka-Grzywaczewska, polska technolog żywienia
  - Czesław Rybka, polski nauczyciel, samorządowiec, polityk, senator RP
  - Murat Ziazikow, rosyjski wojskowy, polityk pochodzenia kirgiskiego, prezydent Inguszetii
- 11 września:
  - Brad Bird, amerykański reżyser i scenarzysta filmów animowanych
  - Ebrahim Ghasempour, irański piłkarz, trener
  - Jeh Johnson, amerykański polityk
  - Preben Elkjær Larsen, duński piłkarz
  - Płamen Markow, bułgarski piłkarz, trener i działacz piłkarski
- 12 września:
  - Paolo Bartolozzi, włoski prawnik, polityk (zm. 2021)
  - Ryszard Częstochowski, polski prozaik, dramaturg, terapeuta uzależnień
  - Jan Egeland, norweski polityk
  - Lidia Geringer de Oedenberg, polska działaczka kulturalna, polityk, eurodeputowana
  - Steve Ogrizovic, angielski piłkarz, bramkarz pochodzenia serbskiego
  - Rachel Ward, brytyjska aktorka, reżyserka i scenarzystka filmowa i telewizyjna
  - Hans Zimmer, niemiecki kompozytor, twórca muzyki filmowej
- 13 września:
  - Vinny Appice, amerykański perkusista, członek zespołów: Black Sabbath, Dio, Power Project, Heaven and Hell i Kill Devil Hill
  - Mal Donaghy, północnoirlandzki piłkarz
  - Ferdinand Marcos Jr., filipiński polityk, prezydent Filipin
- 14 września:
  - François Asselineau, francuski urzędnik państwowy i polityk
  - Daniele Gianotti, włoski duchowny katolicki, biskup Cremy
  - Hans Heller, niemiecki aktor
  - Jerzy Jernas, polski dziennikarz, operator, scenarzysta, reżyser i producent filmowy
  - Milan Jurčo, słowacki kolarz szosowy
  - Grażyna Paturalska, polska polityk, poseł na Sejm RP
  - Helmut Schulte, niemiecki trener piłkarski
  - Tim Wallach, amerykański baseballista
  - Grażyna Wojcieszko, polska poetka
- 15 września:
  - Milanka Karić, serbska bizneswoman, polityk
  - Paweł Pawlikowski, polsko-brytyjski reżyser i scenarzysta filmowy
  - Henry Rinklin, niemiecki kolarz torowy i szosowy
- 16 września:
  - Marián Chovanec, słowacki duchowny katolicki, biskup Bańskiej Bystrzycy
  - Keith Connor, brytyjski lekkoatleta, trójskoczek
  - Maria Gładkowska, polska aktorka
  - David McCreery, północnoirlandzki piłkarz, trener
  - Pierre Moscovici, francuski polityk pochodzenia żydowskiego
  - Anca Parghel, rumuńska wokalistka, pianistka i kompozytorka jazzowa (zm. 2008)
- 17 września:
  - Martinho Ndafa Kabi, polityk z Gwinei Bissau, premier
  - Charlotte Koefoed, duńska wioślarka
  - Cem Pamiroğlu, turecki piłkarz, trener
  - Andris Piebalgs, łotewski nauczyciel, urzędnik państwowy, polityk
- 19 września:
  - Krzysztof Bartoszewicz, polski aktor, reżyser teatralny
  - Yoshio Kushida, japoński sejsmolog, astronom amator
  - Richard Linnehan, amerykański lekarz weterynarii, astronauta
  - Marian Putyra, polski trener piłkarski
- 20 września:
  - Henryk Bolesta, polski piłkarz, bramkarz
  - Tomasz Dedek, polski aktor
  - Michael Hurst, nowozelandzki aktor
  - Carl Lang, francuski polityk
  - Władimir Tkaczenko, rosyjski koszykarz
- 21 września:
  - Ethan Coen, amerykański reżyser, scenarzysta i producent filmowy
  - Paweł Cybulski, polski prawnik, urzędnik państwowy
  - Sergio Egea, argentyński piłkarz, trener
  - Tadeusz Jarmuziewicz, polski inżynier, przedsiębiorca, polityk, poseł na Sejm RP
  - Sidney Moncrief, amerykański koszykarz
  - Alicja Murynowicz, polska polityk, poseł na Sejm RP
  - Stanisław Radomski, polski poeta
  - Kevin Rudd, australijski polityk, premier Australii
- 22 września:
  - Nick Cave, australijski muzyk, wokalista, członek zespołu Nick Cave and the Bad Seeds, pisarz, aktor
  - Dimityr Kostow, bułgarski ekonomista, polityk
  - Giuseppe Saronni, włoski kolarz szosowy
- 23 września:
  - Rosalind Chao, amerykańska aktorka pochodzenia chińskiego
  - Bogusław Kaczmarek, polski polityk, menedżer, poseł na Sejm RP
  - Adam Marjam, kuwejcki piłkarz, bramkarz
  - Aneta Mihaly, rumuńska wioślarka
- 24 września:
  - Leszek Chwat, polski polityk, samorządowiec, poseł na Sejm PRL i RP
  - Steve Foster, angielski piłkarz
  - Teresa Lewicka, polska lekkoatletka, skoczkini w dal
  - Wolfgang Wolf, niemiecki piłkarz, trener
  - Henryk Maciej Woźniak, polski polityk, senator, prezydent Gorzowa Wielkopolskiego
- 25 września:
  - Wojciech Biedroń, polski reżyser, aktor (zm. 2022)
  - Michael Madsen, amerykański aktor (zm. 2025)
  - Maria Przełomiec, polska dziennikarka
- 26 września:
  - Klaus Augenthaler, niemiecki piłkarz, trener
  - Thijs Berman, holenderski dziennikarz, polityk
  - Luigi De Canio, włoski piłkarz, trener
  - Maurício Grotto de Camargo, brazylijski duchowny katolicki, arcybiskup Botucatu
  - Beatrix Philipp, niemiecka lekkoatletka, wieloboistka
- 27 września:
  - Jacques Borlée, belgijski lekkoatleta, sprinter, trener
  - Wiesław Buż, polski samorządowiec, polityk, poseł na Sejm RP
  - Volker Grabow, niemiecki wioślarz
  - Tino Lettieri, kanadyjski piłkarz, bramkarz pochodzenia włoskiego
  - Bożena Sędzicka, polska koszykarka
- 28 września:
  - Bill Cassidy, amerykański polityk, senator ze stanu Luizjana
  - C.J. Chenier, amerykański wokalista bluesowy
  - Marc Duret, francuski aktor
  - Ryszard Kasyna, polski duchowny katolicki, biskup pomocniczy gdański, biskup pelpliński
  - Mirosław Orzechowski, polski dziennikarz, polityk
  - Honoré Traoré, burkiński generał, polityk, p.o. prezydenta Burkiny Faso
  - Grzegorz Wrzeszcz, polski chemik
- 29 września:
  - Andreas Beyer, niemiecki historyk sztuki
  - Dave Grylls, amerykański kolarz torowy
  - Harald Schmid, niemiecki lekkoatleta, płotkarz i sprinter
  - Ryszard Suder, polski szachista
- 30 września:
  - Lennart Bengtsson, szwedzki żużlowiec
  - Fran Drescher, amerykańska aktorka, reżyserka i producentka filmowa pochodzenia żydowskiego
  - Philippe Marsset, francuski duchowny katolicki, biskup pomocniczy Paryża
- 1 października:
  - Marcin Daniec, polski satyryk, artysta kabaretowy, stand-uper
  - Oldřich Hejdušek, czeski wioślarz
- 2 października:
  - Jean-Richard Geurts, belgijski autor komiksów
  - Moses Doraboina Prakasam, indyjski duchowny katolicki, biskup Nellore
- 3 października:
  - Krzysztof Chrobak, polski trener piłkarski
  - Bogdan Hołownia, polski pianista jazzowy
  - Tomasz Żukowski, polski socjolog, politolog, publicysta, nauczyciel akademicki
- 4 października:
  - Michael Anthony, gujański bokser
  - Milovan Drecun, serbski politolig, dziennikarz, polityk
  - Kenneth Jaliens, surinamski trener piłkarski
  - Marilyn Norry, kanadyjska aktorka
  - Marek Rząsa, polski samorządowiec, polityk, poseł na Sejm RP
  - Aleksandr Tkaczow, rosyjski gimnastyk
  - Zbigniew Waleryś, polski aktor
- 5 października:
  - Badalhoca, brazylijski siatkarz
  - Philippe Houvion, francuski lekkoatleta, tyczkarz
  - Roman Jankowski, polski żużlowiec, trener
  - Miroslav Sikora, polsko-niemiecki hokeista
  - Lee Thompson, brytyjski muzyk, kompozytor, członek zespołu Madness
  - Georgi Welinow, bułgarski piłkarz, bramkarz
- 6 października:
  - Bruce Grobbelaar, zimbabwejski piłkarz, bramkarz
  - Peter Müller, szwajcarski narciarz alpejski
- 7 października:
  - Gregor Beugnot, francuski koszykarz, trener
  - Wolfgang Brandstetter, austriacki prawnik, polityk
  - Faruk Hadžibegić, bośniacki piłkarz, trener
  - Michael W. Smith, amerykański muzyk, piosenkarz
  - Jayne Torvill, brytyjska łyżwiarka figurowa
- 8 października:
  - Antonio Cabrini, włoski piłkarz, trener
  - Novatus Rugambwa, tanzański duchowny katolicki, arcybiskup, nuncjusz apostolski
  - Zbigniew Siemiątkowski, polski polityk, poseł na Sejm RP, minister spraw wewnętrznych, koordynator służb specjalnych
- 9 października:
  - Peter Casey, irlandzki przedsiębiorca, polityk
  - Marcelo Crivella, brazylijski pastor ewangelikalny, wokalista gospel, inżynier, polityk, burmistrz Rio de Janeiro
  - Ini Kamoze, jamajski wokalista reggae
  - Raúl Martín, argentyński duchowny katolicki, biskup Santa Rosa
  - Tadeusz Patalita, polski polityk, samorządowiec, poseł na Sejm RP
  - Eugeniusz (Rieszetnikow), rosyjski biskup prawosławny
  - Jurij Usaczow, rosyjski inżynier-mechanik, kosmonauta
- 10 października:
  - Porfirio Armando Betancourt, honduraski piłkarz (zm. 2021)
  - Dirk Heyne, niemiecki piłkarz, bramkarz, trener
  - Dominique Lebrun, francuski duchowny katolicki, arcybiskup metropolita Rouen
  - Artur Ullrich, niemiecki piłkarz
- 11 października:
  - Dawn French, brytyjska aktorka komediowa
  - Eric Keenleyside, kanadyjski aktor
  - Bogusław Oblewski, polski piłkarz, trener
  - Paul Sereno, amerykański paleontolog
- 12 października:
  - Kristen Bjorn, amerykański reżyser
  - Mun Kyŏng Dŏk, północnokoreański polityk
  - Duncan Wingham, brytyjski fizyk klimatu, wykładowca akademicki
- 13 października:
  - John Baptist Attakruh, ghański duchowny katolicki
  - Jackson Fiulaua, salamoński polityk
  - Edward Gruszka, polski generał brygady
  - Jarosław Książek, polski historyk, dyplomata
  - Eduardo Malásquez, peruwiański piłkarz
  - Mr. Collipark, amerykański producent hip-hopowy
  - Reggie Theus, amerykański koszykarz, trener, analityk
  - Zbigniew Zarębski, polski inżynier i samorządowiec, polityk, poseł na Sejm RP
- 14 października:
  - Rafael Soto Andrade, hiszpański jeździec sportowy
  - Ikuo Takahara, japoński piłkarz
  - Enzo Traverso, włoski dziennikarz, pisarz
- 15 października:
  - Michael Caton-Jones, brytyjski reżyser filmowy
  - Marco Cornez, chilijski piłkarz, bramkarz (zm. 2022)
  - Yumi Hotta, japońska mangaka
  - Mira Nair, indyjska reżyserka, scenarzystka i producentka filmowa
- 16 października:
  - Zbigniew Dziewulski, polski polityk, żołnierz, poseł na Sejm RP
  - Sabine John, niemiecka lekkoatletka, wieloboistka
  - Guntars Krasts, łotewski polityk, premier Łotwy
  - Kelly Marie, szkocka piosenkarka
  - Mariusz Pujszo, polski aktor, reżyser i scenarzysta filmowy
  - Wojciech Żabiałowicz, polski żużlowiec
- 17 października:
  - József Csuhay, węgierski piłkarz
  - Wiesław Kossakowski, polski polityk, poseł na Sejm RP
  - Piotr Metz, polski dziennikarz muzyczny
  - Pino Palladino, brytyjski basista pochodzenia włoskiego, członek zespołów: John Mayer Trio i The Who
  - Marek Seweryn, polski sztangista
- 18 października:
  - Francisco Cerro Chaves, hiszpański duchowny katolicki, biskup Coria-Cáceres
  - Jerzy Kaczorowski, polski matematyk
  - Jon Lindstrom, amerykański aktor, reżyser, scenarzysta i producent filmowy
  - Precious Wilson, jamajska piosenkarka
- 19 października:
  - Olaf Heredia, meksykański piłkarz, bramkarz
  - Jerzy Jakubów, polski malarz, grafik, rzeźbiarz
  - Jürgen Milewski, niemiecki piłkarz
  - Antoni Muracki, polski bard, poeta, tłumacz
  - William O’Leary, amerykański aktor
- 20 października:
  - Anouar Brahem, tunezyjski muzyk folkowy i jazzowy
  - Chris Cowdrey, angielski krykiecista
  - Enczo Danaiłow, bułgarski aktor, prezenter telewizyjny, pisarz
  - Andrzej Dziadek, polski kompozytor
  - Emily O’Reilly, irlandzka dziennikarka, irlandzki i europejski rzecznik praw obywatelskich
  - Hilda Solis, amerykańska polityk
- 21 października:
  - Miron (Chodakowski), polski duchowny prawosławny, ordynariusz polowy WP (zm. 2010)
  - Wolfgang Ketterle, niemiecki fizyk, laureat Nagrody Nobla
  - Steve Lukather, amerykański muzyk, wokalista, kompozytor, producent muzyczny, członek zespołu Toto
- 22 października:
  - Dumitru Cipere, rumuński bokser
  - Gerd Nagel, niemiecki lekkoatleta, skoczek wzwyż
  - Hassoumi Massaoudou, nigerski polityk
  - Henryk Olszak, polski żużlowiec (zm. 2021)
  - Pedrinho, brazylijski piłkarz
- 23 października:
  - Paul Kagame, rwandyjski polityk, prezydent Rwandy
  - Joaquim Wladimir Lopes Dias, brazylijski duchowny katolicki, biskup Colatiny
  - Adam Nawałka, polski piłkarz, trener
  - Graham Rix, angielski piłkarz, trener
- 24 października:
  - Dobrosława Bałazy, polska reżyserka radiowa
  - Ron Gardenhire, amerykański baseballista, menedżer
  - John Kassir, amerykański aktor
- 25 października:
  - Krzysztof Czarnecki, polski polityk, samorządowiec, poseł na Sejm RP
  - Anatolij Hrycenko, ukraiński polityk
  - Natalja Szubienkowa, rosyjska lekkoatletka, wieloboistka
  - Piet Wildschut, holenderski piłkarz
- 26 października:
  - Tadeusz Brzozowski, polski polityk, rolnik, senator RP
  - Hugh Dallas, angielski sędzia piłkarski
  - Mykoła Oniszczuk, ukraiński prawnik, polityk
  - Manuel Rivas, hiszpański prozaik, poeta, eseista, dziennikarz
- 27 października:
  - Glenn Hoddle, angielski piłkarz, trener
  - Peter Marc Jacobson, amerykański aktor, reżyser, scenarzysta i producent telewizyjny pochodzenia żydowskiego
  - László Szalma, węgierski lekkoatleta, skoczek w dal
  - Tsai Ming-liang, tajwański reżyser filmowy
- 28 października:
  - Christian Berkel, niemiecki aktor
  - Scott Hahn, amerykański teolog katolicki
  - Pənah Hüseynov, azerski ekonomista, historyk, polityk, tymczasowy premier Azerbejdżanu
  - Klaus-Heiner Lehne, niemiecki prawnik, polityk
  - Anna Landau-Czajka, polska historyk i socjolog, profesor nauk humanistycznych
  - Szymon Malinowski, polski fizyk atmosfery
  - Grażyna Mierzejewska, polska lekkoatletka, biegaczka długodystansowa
  - Stephen Morris, brytyjski perkusista, członek zespołów: Joy Division i New Order
  - Simon Rhee, amerykański aktor, kaskader
  - Roza Rymbajewa, kazachska piosenkarka, prezenterka telewizyjna
  - Zach Wamp, amerykański polityk
- 29 października:
  - Dan Castellaneta, amerykański aktor pochodzenia włoskiego
  - Glen MacPherson, kanadyjski operator filmowy
  - Tadeusz Patalita, polski polityk
  - Jerzy Sterczyński, polski pianista, pedagog
- 30 października:
  - Mario Castillo, salwadorski piłkarz
  - Mats Edén, szwedzki muzyk, kompozytor, dyrygent
  - Ľubomír Ftáčnik, słowacki szachista, trener
  - Aleksandr Łazutkin, rosyjski inżynier, kosmonauta
  - Shlomo Mintz, izraelski skrzypek, altowiolista, dyrygent
  - Kevin Pollak, amerykański aktor
  - Felix Perez Camacho, guamski polityk
  - Tomasz Zimoch, polski dziennikarz i komentator sportowy, polityk, poseł na Sejm RP
- 31 października:
  - Jesús Caldera, hiszpański polityk
  - Adam Dolatowski, polski hokeista na trawie, trener
  - Krzysztof Hanke, polski aktor, satyryk, kabareciarz
  - Brian Stokes Mitchell, amerykański aktor, piosenkarz
- 1 listopada:
  - Lyle Lovett, amerykański piosenkarz, autor tekstów, producent muzyczny, aktor
  - Marie-Anne Montchamp, francuska działaczka samorządowa, polityk
  - Siergiej Postriechin, ukraiński kajakarz, kanadyjkarz
- 2 listopada:
  - Carter Beauford, amerykański perkusista, członek zespołu Dave Matthews Band
  - Bärbel Broschat, niemiecka lekkoatletka, płotkarka
  - Rita Crockett, amerykańska siatkarka
  - Lucien Favre, szwajcarski piłkarz, trener
  - Leszek Szewc, polski związkowiec, polityk, poseł na Sejm RP
- 3 listopada:
  - Bolesław Bujak, polski polityk, samorządowiec, poseł na Sejm RP, burmistrz Ropczyc
  - Marek Chrzanowski, polski polityk, samorządowiec, prezydent Bełchatowa
  - Anna Hejka, polski przedsiębiorca, ekspertka bankowości ekspedycyjnej (zm. 2018)
  - Steve Johnson, amerykański koszykarz
  - Wawrzyniec Konarski, polski politolog
  - Dolph Lundgren, szwedzki aktor
  - Weselin Metodiew, bułgarski historyk, polityk
  - Xénia Siska, węgierska lekkoatletka, sprinterka i płotkarka
- 5 listopada:
  - Anette Bøe, norweska biegaczka narciarska
  - Nuno Severiano Teixeira, portugalski historyk, politolog, polityk
- 6 listopada:
  - Shonel Ferguson, bahamska lekkoatletka, sprinterka i skoczkini w dal
  - Bernhard Glass, niemiecki saneczkarz
  - Ciro Gomes, brazylijski prawnik, polityk
  - Lori Singer, amerykańska aktorka, wiolonczelistka, modelka
- 7 listopada:
  - Kathy McMillan, amerykańska lekkoatletka, skoczkini w dal
  - John Rink, amerykański pianista, pedagog
- 8 listopada:
  - Jane Colebrook, brytyjska lekkoatleta, sprinterka i biegaczka średniodystansowa
  - Alan Curbishley, angielski piłkarz, trener
  - Tim Shaw, amerykański pływak, piłkarz wodny
  - Porl Thompson, brytyjski gitarzysta, członek zespołu The Cure
  - Jan Zubowski, polski nauczyciel, samorządowiec, poseł na Sejm RP
- 9 listopada:
  - Juan Nsue Edjang Mayé, duchowny katolicki z Gwinei Równikowej, arcybiskup Malabo
  - Tord Holmgren, szwedzki piłkarz
  - Viliam Judák, słowacki duchowny katolicki, biskup Nitry
  - Leszek Krowicki, polski piłkarz ręczny, trener
  - Einars Semanis, łotewski politolog, polityk, dyplomata
- 10 listopada – Metody (Kondratjew), rosyjski biskup prawosławny
- 11 listopada:
  - Sheila Jackson, brytyjska szachistka
  - George Lucki, polsko-kanadyjski psycholog
  - Ana Pastor Julián, hiszpańska menedżer służby zdrowia, polityk
  - Gina Smith, kanadyjska jeźdźczyni sportowa
- 12 listopada:
  - Joseph Chesire, kenijski lekkoatleta, średniodystansowiec
  - Walter De Greef, belgijski piłkarz
- 13 listopada:
  - Greg Abbott, amerykański prawnik, polityk, gubernator Teksasu
  - Stephen Baxter, brytyjski pisarz science fiction
  - Carlie Geer, amerykańska wioślarka
  - John de Jongh, amerykański polityk
- 14 listopada:
  - Wolfgang Hoppe, niemiecki bobsleista
  - Alena Kyselicová, czeska hokeistka na trawie
  - Antônio Emidio Vilar, brazylijski duchowny katolicki, biskup São João da Boa Vista
- 15 listopada:
  - Jerzy Borowczak, polski związkowiec, polityk, poseł na Sejm RP
  - Ivan Jakovčić, chorwacki polityk
  - Yep Kramer, holenderski łyżwiarz szybki
  - Gary Stempel, angielski trener piłkarski
  - Marian Stępień, polski działacz, polityk, poseł na Sejm RP
- 16 listopada:
  - Ingemar Erlandsson, szwedzki piłkarz (zm. 2022)
  - Jacques Gamblin, francuski aktor
  - Stefan Moszoro-Dąbrowski, polski duchowny katolicki
  - Hideaki Tomiyama, japoński zapaśnik
  - Tomasz Wełnicki, polski dziennikarz, polityk, poseł na Sejm RP (zm. 2011)
- 17 listopada:
  - Jan Bucher, amerykańska narciarka dowolna
  - Dani Levy, szwajcarski aktor, scenarzysta, reżyser filmowy i teatralny pochodzenia żydowskiego
  - Mirzakarim Norbiekow, uzbecki i rosyjski specjalista medycyny niekonwencjonalnej
- 18 listopada:
  - Tom Hooker, amerykański piosenkarz
  - Ingo Taubhorn, niemiecki fotograf, kurator sztuki
  - Werżinia Weselinowa, bułgarska lekkoatletka, kulomiotka
  - Zdzisław Wrzałka, polski samorządowiec, wicemarszałek województwa świętokrzyskiego
- 19 listopada:
  - Wojciech Duda, polski historyk, publicysta, wydawca
  - Eek-A-Mouse, jamajski muzyk reggae
  - Ofra Haza, izraelska piosenkarka, kompozytorka, aktorka (zm. 2000)
  - Jan Hyjek, polski pisarz
  - Krzysztof Ingarden, polski architekt
- 20 listopada – Goodluck Jonathan, nigeryjski polityk, prezydent Nigerii
- 21 listopada:
  - Joseph-Marie Ndi-Okalla, kameruński duchowny katolicki, biskup Mbalmayo
  - Ewa Pobłocka, polska pianistka, pedagog
  - Kōzō Tashima, japoński piłkarz
  - Wojciech Widłak, polski pisarz
- 22 listopada:
  - Raúl Berzosa, hiszpański duchowny katolicki, biskup Ciudad Rodrigo
  - Nikołaj Kirow, rosyjski lekkoatleta, średniodystansowiec
  - Franco Lovignana, włoski duchowny katolicki, biskup Aosty
  - Alwyn Morris, kanadyjski kajakarz
  - Dariusz Zelig, polski koszykarz, trener
- 23 listopada:
  - Francis Kalist, indyjski duchowny katolicki, biskup Meerut
  - Andrew Toney, amerykański koszykarz
  - Carol Menken-Schaudt, amerykańska koszykarka
- 24 listopada:
  - Denise Crosby, amerykańska aktorka
  - Santiago Gómez Sierra, hiszpański duchowny katolicki, biskup Huelvy
  - Jan Piskorski, polski prawnik, polityk, poseł na Sejm RP
- 25 listopada:
  - Leszek Cichoński, polski gitarzysta, wokalista bluesowy, kompozytor, aranżer
  - Robert Ehrlich, amerykański polityk
  - Petr Janečka, czeski piłkarz
  - Terry Stotts, amerykański koszykarz, trener
- 26 listopada:
  - Matthias Reim, niemiecki piosenkarz
  - Kevin Rhoades, amerykański duchowny katolicki, biskup Fort Wayne-South Bend
- 27 listopada:
  - Kenny Acheson, brytyjski kierowca wyścigowy
  - Ian Banbury, brytyjski kolarz torowy i szosowy
  - Ana Lilian de la Macorra, meksykańska producentka, psycholożka i aktorka
  - Caroline Kennedy, amerykańska prawnik, dyplomatka, pisarka
  - Kevin O’Connell, amerykański producent muzyczny
- 28 listopada:
  - Peeter Järvelaid, estoński prawnik, historyk
  - Mats Jonsson, szwedzki kierowca rajdowy
- 29 listopada:
  - Jennifer Batten, amerykańska gitarzystka
  - Pasquale Cascio, włoski duchowny katolicki, arcybiskup Sant’Angelo dei Lombardi-Conza-Nusco-Bisaccia
  - Charles Grant, amerykański aktor
  - Paweł Mossakowski, polski dramaturg, prozaik, krytyk filmowy, scenarzysta filmowy
  - Janet Napolitano, amerykańska polityk pochodzenia włoskiego
  - Zbigniew Niciński, polski montażysta filmowy
  - Tetsuo Sugamata, japoński piłkarz
  - Jean-Philippe Toussaint, belgijski pisarz
- 30 listopada:
  - Richard Barbieri, brytyjski klawiszowiec, członek zespołów: Japan i Porcupine Tree
  - Nancy Everhard, amerykańska aktorka
  - Elżbieta Kasznia, polska bibliotekarka, śpiewaczka, instruktorka śpiewu i twórczyni ludowa z Puszczy Zielonej
  - Patrick McLoughlin, brytyjski polityk
  - Colin Mochrie, szkocko-kanadyjski aktor, komik
  - Celso Roth, brazylijski piłkarz, trener
  - Tomorowo Taguchi, japoński aktor, wokalista, członek zespołu Bachikaburi
  - Andrzej Urny, polski gitarzysta, kompozytor, aranżer, producent muzyczny (zm. 2021)
- 1 grudnia:
  - Jarosław Bauc, polski ekonomista, polityk, minister finansów
  - Chris Poland, amerykański muzyk, kompozytor
- 2 grudnia:
  - Jan Engelgard, polski historyk, samorządowiec, członek zarządu województwa mazowieckiego
  - Wojciech Florek, polski fizyk
  - Johannes Hahn, austriacki samorządowiec, polityk
  - Dagfinn Høybråten, norweski polityk
  - Zbigniew Wolak, polski ksiądź katolicki
- 3 grudnia:
  - Anne B. Ragde, norweska pisarka
  - Michał Wróbel, polski piłkarz
- 4 grudnia:
  - Indulis Bērziņš, łotewski polityk, dyplomata
  - Piotr Dąbrowski, polski aktor, reżyser teatralny
  - Andrzej Krzysztofiak, polski samorządowiec, burmistrz Kwidzyna
  - Eric Raymond, amerykański haker, libertarianin
  - Donato Toma, włoski polityk, samorządowiec, prezydent regionu Molise
- 5 grudnia:
  - Antônio Carlos Félix, brazylijski duchowny katolicki, biskup Governador Valadares
  - Patriz Ilg, niemiecki lekkoatleta, długodystansowiec
  - Tadeusz Pawlus, polski lekarz, polityk, poseł na Sejm RP (zm. 2015)
  - Dariusz Pietrykowski, polski producent filmowy
  - Preç Zogaj, albański poeta, prozaik, polityk
- 6 grudnia:
  - Andrew Cuomo, amerykański polityk, gubernator stanu Nowy Jork
  - Luis Delís, kubański lekkoatleta, oszczepnik
  - Bill Hanzlik, amerykański koszykarz
  - Sylwester Marciniak, polski prawnik
- 7 grudnia:
  - Alicja Gronau-Osińska, polska kompozytorka
  - John Lee Ka-chiu, chiński polityk
  - Louis Roos, francuski szachista
- 8 grudnia:
  - Phil Collen, brytyjski gitarzysta, członek zespołu Def Leppard
  - Michaił Kasjanow, rosyjski polityk, premier Rosji
  - Jan-Olov Nässén, szwedzki curler
- 9 grudnia:
  - Emmanuel Carrère, francuski pisarz, reżyser i scenarzysta filmowy
  - Alex Giorgi, włoski narciarz alpejski
  - Donny Osmond, amerykański piosenkarz, aktor
- 10 grudnia:
  - Dirk Bauermann, niemiecki koszykarz, trener
  - Michael Clarke Duncan, amerykański aktor (zm. 2012)
  - Paul Hardcastle, brytyjski muzyk, kompozytor, producent muzyczny
  - Iwan Lebanow, bułgarski biegacz narciarski
  - Adelina Rista, albańska nauczycielka, polityk
  - Krzysztof Stefaniak, polski strzelec sportowy, trener
  - Grzegorz Szpyrka, polski lekarz, samorządowiec, wicemarszałek województwa śląskiego
  - José Mário Vaz, gwinejski polityk, prezydent Gwinei Bissau
- 11 grudnia:
  - Antonio Napolioni, włoski duchowny katolicki, biskup Cremony
  - Daniel Zaragoza, meksykański bokser
- 12 grudnia:
  - Maulaj uld Muhammad al-Aghzaf, mauretański polityk, premier Mauretanii
  - Robert Lepage, kanadyjski aktor, scenograf, reżyser teatralny i filmowy
  - Bodil Rasmussen, duńska wioślarka
  - Sheila E., amerykańska muzyk, wokalistka
  - Aïssata Tall Sall, senegalska polityk
- 13 grudnia:
  - Steve Buscemi, amerykański aktor pochodzenia włosko-irlandzkiego
  - Morris Day, amerykański muzyk, kompozytor, wokalista, członek zespołu The Time
  - Filippo Iannone, włoski duchowny katolicki, arcybiskup
  - Eric Marienthal, amerykański saksofonista
  - Wojciech Murdzek, polski polityk, samorządowiec, poseł na Sejm RP, prezydent Świdnicy
  - Barbara Sosińska-Kalata, polska profesor, bibliolog
- 14 grudnia:
  - Mario Baccini, włoski polityk
  - Krzysztof Błaszyk, polski kardiolog
  - Tadeusz Boruta, polski malarz, krytyk sztuki
  - Jean-Paul Brigger, szwajcarski piłkarz
  - Krystyna Czerni, polska krytyk i historyk sztuki
- 15 grudnia:
  - Normand Baron, kanadyjski hokeista, kulturysta
  - Valeriano Gómez, hiszpański ekonomista, związkowiec, polityk
  - Tim Reynolds, amerykański gitarzysta, multiinstrumentalista
- 16 grudnia:
  - Kazimierz Choma, polski samorządowiec, polityk, poseł na Sejm RP
  - Wołodymyr Mandryk, ukraiński piłkarz, trener, działacz sportowy
- 17 grudnia:
  - Jarosław Bielski, polski aktor
  - Elżbieta Witek, polska nauczycielka, polityk, poseł i marszałek Sejmu RP
- 18 grudnia:
  - Fieke Boekhorst, holenderska hokeistka na trawie
  - Jacek Kozłowski, polski menedżer, polityk, wojewoda mazowiecki
- 19 grudnia:
  - Wiesław Błuś, polski prawnik, podpułkownik, prezes Izby Wojskowej Sądu Najwyższego
  - Michael Fossum, amerykański pułkownik lotnictwa, inżynier, astronauta
  - Kevin McHale, amerykański koszykarz, trener
- 20 grudnia:
  - Billy Bragg, brytyjski muzyk, autor tekstów, aktywista ruchu robotniczego
  - Andrzej Sądej, polski judoka
  - Cezary Sokołowski, polski fotoreporter
  - Mike Watt, amerykański basista, wokalista, kompozytor, członek zespołu The Stooges
  - Ana Wisi, grecka piosenkarka, kompozytorka pochodzenia cypryjskiego
- 21 grudnia:
  - Linda Chisholm, amerykańska siatkarka
  - Roberto Cifuentes Parada, chilijski szachista
  - Ałła Isaczenka, białoruska ekonomistka i polityk
  - Rolf Kanies, niemiecki aktor
  - Ray Romano, amerykański aktor
- 22 grudnia:
  - Javier del Río Alba, peruwiański duchowny katolicki, arcybiskup metropolita Arequipy
  - Laurence Rossignol, francuski polityk
- 24 grudnia:
  - António André, portugalski piłkarz
  - Jérôme Beau, francuski duchowny katolicki, arcybiskup Bourges
  - Othmar Karas, austriacki filozof, polityk
  - Hamid Karzaj, afgański polityk, prezydent Afganistanu
  - Piotr Kosiński, polski dziennikarz muzyczny, prezenter radiowy
  - Martin Trocha, niemiecki piłkarz
- 25 grudnia:
  - Shane MacGowan, irlandzki muzyk, wokalista, członek zespołu The Pogues, aktor (zm. 2023)
  - Marek Obrębalski, polski ekonomista, samorządowiec, prezydent Jeleniej Góry
  - Guy Vandersmissen, belgijski piłkarz
- 26 grudnia:
  - Yavé Cahard, francuski kolarz torowy
  - Pavel Fajt, czeski muzyk awangardowy, producent muzyczny
  - Anne-Marie Quist, holenderska wioślarka
  - Tadeusz Wiśniewski, polski żużlowiec
- 27 grudnia:
  - Pipino Cuevas, meksykański bokser
  - Cezary Nowak, polski aktor, reżyser dubbingu
  - Conrad Robertson, nowozelandzki wioślarz
  - Tim Witherspoon, amerykański bokser
- 28 grudnia:
  - Javier Arenas, hiszpański prawnik, samorządowiec, polityk
  - Dumitru Braghiș, mołdawski inżynier, polityk, premier Mołdawii
  - Hans Ledermann, szwajcarski kolarz szosowy i torowy
  - Derek Yee, hongkoński aktor, reżyser filmowy
- 29 grudnia:
  - Bruce Beutler, amerykański immunolog, genetyk, laureat Nagrody Nobla
  - Oliver Hirschbiegel, niemiecki reżyser telewizyjny i filmowy
  - Robert Mamątow, polski przedsiębiorca, polityk, senator RP
  - Paul Rudnick, amerykański dramatopisarz, scenarzysta filmowy
- 30 grudnia:
  - Patricia Kalember, amerykańska aktorka
  - Sato Kilman, vanuacki polityk, Premier Vanuatu
  - Matt Lauer, amerykański dziennikarz
- 31 grudnia:
  - Franklin Jacobs, amerykański lekkoatleta, skoczek wzwyż
  - Maria Stankiewicz, polska biolog
- data dzienna nieznana: 
  - Bruno Delbonnel, francuski operator filmowy
  - Jacek Ewý, polski architekt
  - Grzegorz Feluś, polski aktor lalkowy, telewizyjny i filmowy
  - Karolina Grodziska, polska historyk
  - Witold Jabłoński, polski pisarz fantasy
  - Maciej Makowski, polski wydawca i redaktor
  - Małgorzata Pizio-Domicz, polska architekt
  - Marek Stachowski, polski językoznawca

## Zdarzenia astronomiczne
- W tym roku Słońce osiągnęło lokalne maksimum aktywności.

## Nagrody Nobla
- z fizyki – Chen Ning Yang, Tsung-Dao Lee
- z chemii – Lord Alexander Todd
- z medycyny – Daniel Bovet
- z literatury – Albert Camus
- nagroda pokojowa – Lester Pearson

## Święta ruchome
- Tłusty czwartek: 28 lutego
- Ostatki: 5 marca
- Popielec: 6 marca
- Niedziela Palmowa: 14 kwietnia
- Pamiątka śmierci Jezusa Chrystusa: 14 kwietnia
- Wielki Czwartek: 18 kwietnia
- Wielki Piątek: 19 kwietnia
- Wielka Sobota: 20 kwietnia
- Wielkanoc: 21 kwietnia
- Poniedziałek Wielkanocny: 22 kwietnia
- Wniebowstąpienie Pańskie: 30 maja
- Zesłanie Ducha Świętego: 9 czerwca
- Boże Ciało: